# Bauhaus
La Bauhaus (), il cui nome completo era Staatliches Bauhaus, è stata una scuola di arte e design che operò in Germania dal 1919 al 1933, nel contesto storico-culturale della Repubblica di Weimar.
Ebbe sede a Weimar dal 1919 al 1925, a Dessau dal 1925 al 1932 e a Berlino dal 1932 al 1933 quando chiuse perché invisa al nazionalsocialismo. Ideato da Walter Gropius, il termine Bauhaus richiamava la parola medievale Bauhütte, che in italiano significa: capannone, indicante la loggia dei muratori.
Erede delle avanguardie anteguerra, non fu solo una scuola, ma rappresentò anche il punto di riferimento fondamentale per tutti i movimenti d'innovazione nel campo del design e dell'architettura legati al razionalismo e al funzionalismo, facenti parte del cosiddetto Movimento Moderno. I suoi insegnanti, appartenenti a diverse nazionalità, furono figure di primo piano della cultura europea e l'esperienza didattica della scuola influirà profondamente sull'insegnamento artistico e tecnico fino ad oggi. Nel Bauhaus si è svolto un momento cruciale nel dibattito novecentesco del rapporto tra tecnologia e cultura. Attualmente l'azienda tedesca Tecta produce riproduzioni di arredamento progettato dal Bauhaus con l'aiuto di documenti ufficiali.

## Contesto storico
L'esperienza della Bauhaus ha i suoi antecedenti nel clima culturale che si era venuto a creare da metà ottocento in Europa, soprattutto nei paesi anglosassoni, nel periodo storico successivo alla Rivoluzione industriale, che aveva prodotto la meccanizzazione dei sistemi produttivi, la crescita del proletariato e l'inizio di un processo di razionalizzazione e riduzione dei prezzi delle merci. In Inghilterra, dove il governo aveva promosso una riforma delle accademie e della formazione professionale, nel senso di un maggiore coinvolgimento dello studente nella fase progettuale, William Morris, influenzato dal pensiero di John Ruskin, fondò laboratori che producevano artigianalmente sedie, tavoli, bicchieri, cucchiai, brocche, mobili contenitori, cassapanche, pouf rosa, decretando l'affermazione dello stile Arts and Crafts.
I primi musei che raccolsero opere di arte applicata e industriale furono aperti in Inghilterra e a essi seguirono la fondazione del Museum für angewandte Kunst a Vienna e del Kunstgewerbemuseum a Berlino.
La Prussia inviò in Inghilterra Hermann Muthesius per scoprire e studiare le ragioni del successo economico inglese. Muthesius suggerì di integrare laboratori all'interno delle scuole di artigianato artistico e cercò di stimolare la formazione di aziende-laboratori come i Deutsche Werkstätten, suscitando la nascita del Deutscher Werkbund, volta a mettere insieme le ragioni dell'arte con quelle dell'industria. Tra le scuole che vennero riformate secondo i nuovi principi si ricordano l'Accademia di Düsseldorf di Peter Behrens, la Scuola di artigianato artistico di Stoccarda di Otto Pankok, l'Accademia di Breslavia di Hans Poelzig, l'Accademia di Berlino di Bruno Paul e la Scuola di artigianato artistico di Weimar diretta da Henry van de Velde.

## Origine del nome
Nell'opuscolo per una mostra dell'aprile 1919 intitolata Mostra di architetti sconosciuti, Gropius, ancora molto influenzato da William Morris e dal movimento britannico Arts and Crafts, proclama il suo obiettivo di “creare una nuova corporazione di artigiani, senza le distinzioni di classe che innalzano una barriera arrogante tra artigiano e artista”. Il neologismo Bauhaus di Gropius fa riferimento sia all'edilizia che alla Bauhütte, una corporazione premoderna di scalpellini".

## Storia

### La Scuola d'arte applicata e l'Istituto superiore di Belle Arti di Weimar
Walter Gropius aveva atteso invano dal 1915 di poter dirigere la Scuola d'arte applicata (Kunstgewerbeschule) di Weimar, che chiuse quando il suo fondatore e direttore Henry van de Velde ne fu allontanato perché straniero. Tuttavia prima di andare via, van de Velde indicò al Ministero come suoi successori proprio Gropius, Hermann Obrist o August Endell. Nell'ottobre dello stesso anno Fritz Mackensen, che dirigeva l'Istituto superiore di belle arti del Regno di Sassonia, con una lettera invitò Gropius a dirigere la neonata sezione di architettura della scuola. Nel carteggio fra i due, tuttavia, emergono molte divergenze circa la forma che doveva avere il corso di architettura e il rapporto dell'architettura con le arti applicate e i sistemi produttivi.
Nel gennaio del 1916 Gropius inviò al Ministero di Stato del Granducato di Sassonia a Weimar una proposta per l'istituzione di un istituto scolastico come centro di consulenza artistica per l'industria, il commercio e l'artigianato. Nell'ottobre del 1917 Fritz Mackensen, direttore dell'istituto superiore di belle arti del Granducato di Sassonia insieme al corpo insegnante elaborarono e inviarono al Ministero un verbale contenente delle istanze circa alcune proposte di riforma. Il dibattito si concluse nel 1919 con una soluzione di compromesso: l'istituto statale del Bauhaus sarebbe nato dalla fusione dell'ex Istituto superiore di belle arti e l'ex Scuola d'arte applicata del Granducato di Sassonia con l'aggiunta di una sezione di architettura,. Pertanto si riunivano in un unico istituto l'Accademia d'arte e la Scuola di arti e mestieri.

### La Bauhaus statale di Weimar con Walter Gropius (1919-1925)

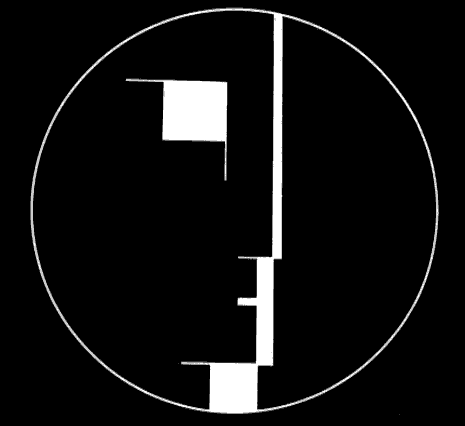
Oskar Schlemmer, Sigillo del Bauhaus statale, 1922.

Gropius nel gennaio del 1919 inviò al barone von Frischt, amministratore di tutti gli istituti d'arte di Weimar, una richiesta di chiarimenti circa l'eventuale sua nomina come direttore. Finalmente nell'aprile dello stesso anno il "Bauhaus statale di Weimar" (Staatliches Bauhaus in Weimar) fece la sua prima comunicazione ufficiale, pubblicando il Manifesto e programma del Bauhaus statale di Weimar, curato da Gropius, con sulla copertina una xilografia di Lyonel Feininger dal titolo Cattedrale, che raffigurava una cattedrale superata da una torre e tre raggi luminosi corrispondenti rispettivamente alla pittura, scultura e architettura.
Nella stesura del programma della Bauhaus, Gropius aveva tenuto conto dei risultati del dibattito che aveva animato gli anni della guerra, fra lui e Fritz Mackensen, ma anche dei contributi di Otto Bartning e del suo Programma di insegnamento per l'Architettura e le Belle Arti impostato sui metodi e i processi dell'artigianato. Tuttavia, i principi su cui si basava il programma della Bauhaus del 1919 erano stati anticipati da Bruno Taut nel suo programma sull'architettura per l'Arbeitsrat für Kunst pubblicato nel 1918. Taut era convinto che l'unione profonda di tutte le discipline in una nuova arte del costruire avrebbe portato una nuova unità culturale. Questa rielaborazione del concetto di Gesamtkunstwerk era stata espressa anche dallo stesso Gropius in un opuscolo pubblicato quasi in contemporanea con il programma della scuola.
Il già esistente Rat der Meister (Consiglio dei Maestri), proposto da Bartning, divenne l'effettivo Meisterrat, delle quali attività gli studenti erano sempre ben informati. Esso nominava i maestri e gestiva le attività degli allievi, nel loro percorso da apprendista di primo livello (Lehrling), ad apprendista di secondo livello (Geselle, dopo 3 anni) fino alla nomina a giovani insegnanti (Jungmeister, dopo 6 anni). Dal 1922 si istituì il Bauhausrat che vedeva la partecipazione al consiglio dei maestri tecnici, nonché dei rappresentanti degli studenti e apprendisti di secondo livello, che tenevano inoltre anche una propria rivista.
Nonostante la scelta presente nel programma di affiancare al maestro-artista un maestro-artigiano, i primi anni di attività della scuola furono caratterizzati da un'impronta quasi esclusivamente artistica, dovuta alla presenza del pittore svizzero Johannes Itten, che vi giunse nell'autunno del 1919 proveniente, insieme a molti suoi allievi, da Vienna, dove aveva aperto una propria scuola d'arte, influenzata da Franz Cižek anche se Itten aveva arricchito il metodo con la teoria della forma e del colore del suo maestro Adolf Hölzel. L'artista insegnò al Bauhaus per i primi tre anni, fino a che Gropius, dopo un periodo di contrasti, non lo licenziò per poter dare alla scuola un carattere più tecnico.
Nel 1933 la scuola viene chiusa a causa del nazismo e molti di quegli artisti si sono trasferiti in America o in altri posti.
Una ventina del sodalizio architettonico-artistico furono imprigionati e uccisi in carcere o in campo di concentramento. Una  parte significativa si adattò , partecipò a mostre della propaganda, fiere del design, realizzò opere fotografiche, copertine di riviste, locandine cinematografiche, mobili, tappeti, oggetti per la casa e perfino busti di Hitler.
A Weimar fu dato spazio all'organizzazione di feste, ideate anche per coinvolgere la popolazione della città, ma con scarso successo. Le principali furono la Festa della lanterna (in occasione del compleanno di Gropius), la Festa del solstizio d'estate, la Festa degli aquiloni e il Natale.

### L'influenza del De Stijl
CORSO DE STIJL I

Su richiesta di alcuni giovani artisti, in considerazione del diffuso bisogno di una positiva forma espressiva in relazione al momento presente, ho preso la decisione di aprire un corso sul De Stijl la cui finalità consiste:

- 1. nell’esposizione delle idee fondamentali già sviluppate a partire dal 1916 dal movimento De Stijl che si propone di trovare una nuova radicale forma di espressione artistica (corso A)
- 2. nel considerare le idee fondamentali applicate all’espressione plastica di un punto di partenza per la creazione dell’opera d’arte totale (corso B)

Condizioni di partecipazione:

Sono ammessi a partecipare tutti coloro che intendono svilupparsi artisticamente nella direzione sopra indicata.
Ai partecipanti verrà richiesto un contributo di 10 marchi all’ora per il rimborso delle spese sostenute per diapositive, macchine, luce, riscaldamento e altro.

Periodo:

Il corso si articolerà in una parte teorica (parte A) e in una parte pratica (parte B). Le due parti si completano a vicenda. Complessivamente il corso durerà dall’8 marzo all’8 luglio. Le ore settimanali di lezione saranno due: una pratica e l’altra teorica.
Mercoledì sera: dalle 7 alle 9

Luogo:

provvisoriamente presso lo studio Röhl, nella Burhfarterstr. 12 II

Iscrizioni:

Per tutta la durata del corso ci si può iscrivere presso Werner Gräff, Herderplatz 10, o rivolgendosi a mia moglie.

Weimar, li 20.2.1922

Theo van Doesburg".

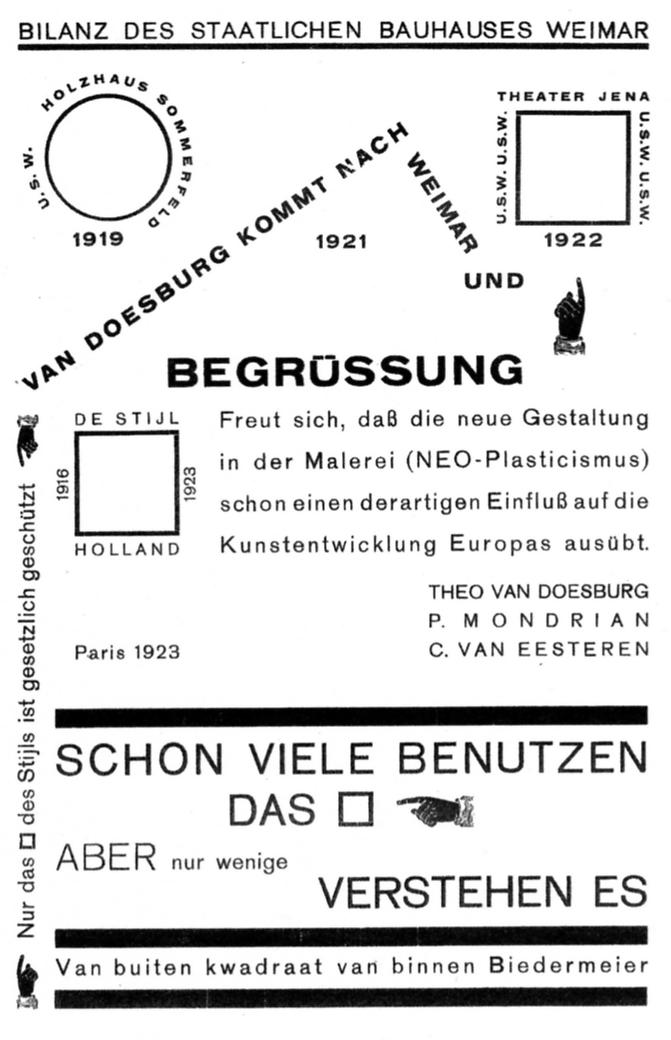
T. van Doesburg, Bilancio del Bauhaus: "Dall'esterno appare come un quadrato, internamente si rivela puro Biedermeier".

Dopo un incontro avvenuto nel natale del 1919 a casa di Bruno Taut a Berlino fra Theo van Doesburg e alcuni personaggi di spicco e diversi studenti del Bauhaus, Gropius, avendo esaminato il materiale portato dall'architetto olandese, auspicò la sua presenza a Weimar. Nel mese di aprile del 1921 van Doesburg, con la moglie Pétro-Nelly van Moorsen, si trasferì a Weimar, con l'intento di essere immesso nel corpo docente del Bauhaus; tuttavia, solo nel 1922 diede vita a un corso sul De Stijl, a cui parteciparono per la maggior parte degli studenti del Bauhaus.
L'influenza del corso nella scuola fu importante, come dimostrano i lavori prodotti successivamente nei laboratori, tra cui l'opera di Marcel Breuer e László Moholy-Nagy, decretando la fine del "Bauhaus espressionista".

### L'esposizione del 1923

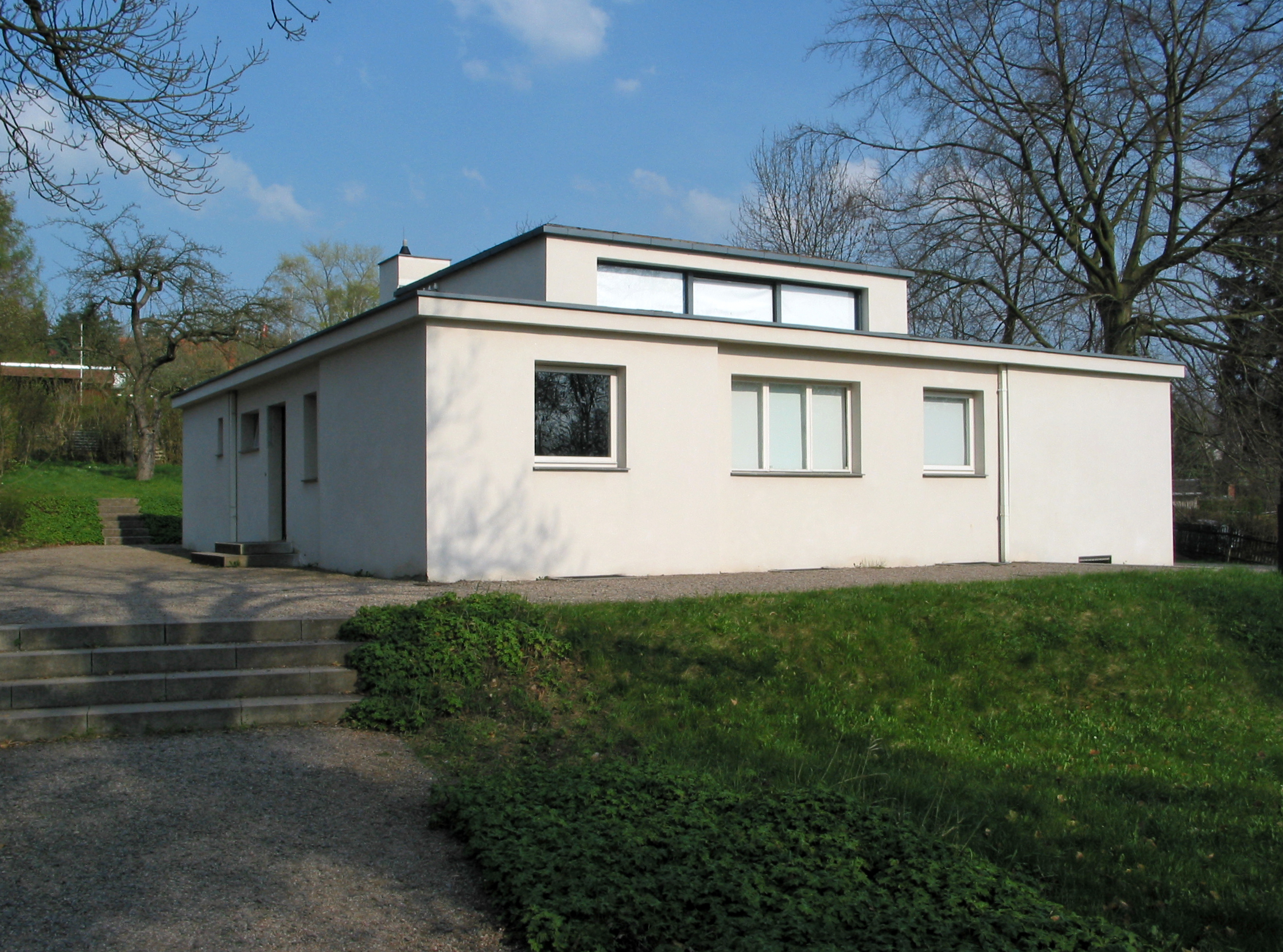
Bauhaus
Haus am Horn, 1923.

L'esposizione fu organizzata successivamente alla richiesta fatta dal governo regionale nel 1922. Gropius dispose che tutti i laboratori avrebbero dovuto lavorare alla sua organizzazione con la finalità principale di realizzare una casa modello che rispondesse alle tecnologie più avanzate. La Haus am Horn, progettata architettonicamente da Georg Muche, fu finanziata dall'imprenditore Adolf Sommerfeld, che ne ottenne i diritti
Le innovazioni erano rappresentate dalla mancanza di corridoi: tutte le stanze si rivolgevano al soggiorno e miravano a una migliore disposizione degli spazi e strutturazione dei collegamenti interni: cucina in comunicazione con la sala da pranzo, camera da letto con il bagno, cucina con la sala dei bambini, affinché la madre potesse controllarli. Gli arredi interni furono progettati e realizzati dagli studenti del Bauhaus. La designer Alma Buscher si dedicò alla progettazione di pareti scrivibili e cubi-costruzioni per la camera dei bambini, mentre la cucina fu una delle più moderne prevedendo elettrodomestici e superfici lisce da poter essere facilmente pulite.
Tra gli eventi organizzati durante l'esposizione sono rilevanti le conferenze tenute da Gropius sul rapporto tra arte e tecnica, da Vasilij Kandinsky sull'arte sintetica, da Jacobus Oud, come ospite, sull'architettura olandese, e gli eventi musicali tenuti da Paul Hindemith, Ferruccio Busoni, Ernst Křenek e Igor Stravinski, insieme agli spettacoli teatrali concepiti dagli studenti come il "Cabaret meccanico" e il "Balletto triadico". Nel museo regionale vennero esposti i dipinti realizzati da maestri e allievi, mentre nella scuola si esposero i risultati dei laboratori e parallelamente fu anche organizzata una Mostra internazionale di Architettura.

### A Dessau con Walter Gropius (1925 - 1926)

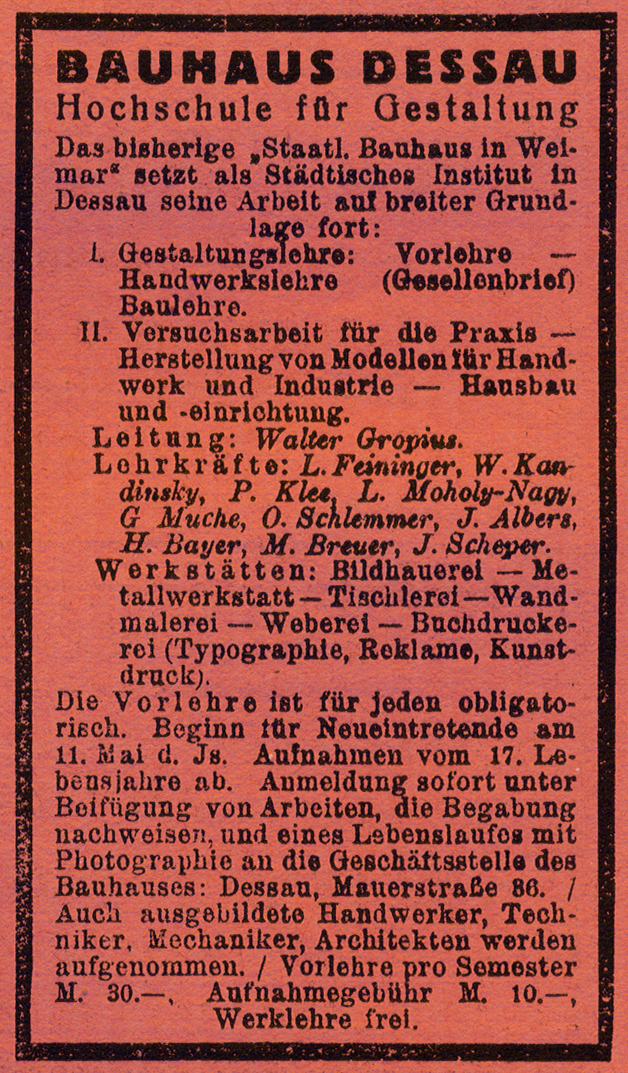
Manifesto promozionale del Bauhaus, 1925.

La Bauhaus all'inizio venne largamente sovvenzionata dalla città di Weimar, amministrata dalla socialdemocrazia, ma dopo un cambio nel governo della Turingia vi furono gravi contrasti con le autorità, a cui si aggiunse una crescente ostilità dell'opinione pubblica cittadina, che comportarono la chiusura dell'istituto a Weimar. Nel 1925, la scuola si spostò quindi a Dessau, dove venne costruito il famoso edificio che la ospiterà, progettato da Gropius, manifesto del nuovo clima razionalista che andava imponendosi nella cultura architettonica europea, e di cui il Bauhaus di Dessau divenne il principale centro propulsore.
A Dessau furono superate le eredità espressioniste d'anteguerra e decadde l'entusiasmo nei confronti dell'artigianato che aveva caratterizzato i primi anni, pertanto non furono più previsti docenti artigiani. Inoltre finalmente nella nuova sede Gropius poté estendere gli insegnamenti anche all'architettura. A Dessau si intensificarono le pubblicazioni edite dalla scuola tra cui i Bauhausbücher e una rivista quadrimestrale bauhaus, monografica e composta con caratteri esclusivamente minuscoli e standardizzati secondo la DIN.

### A Dessau con Hannes Meyer (1928-1930)

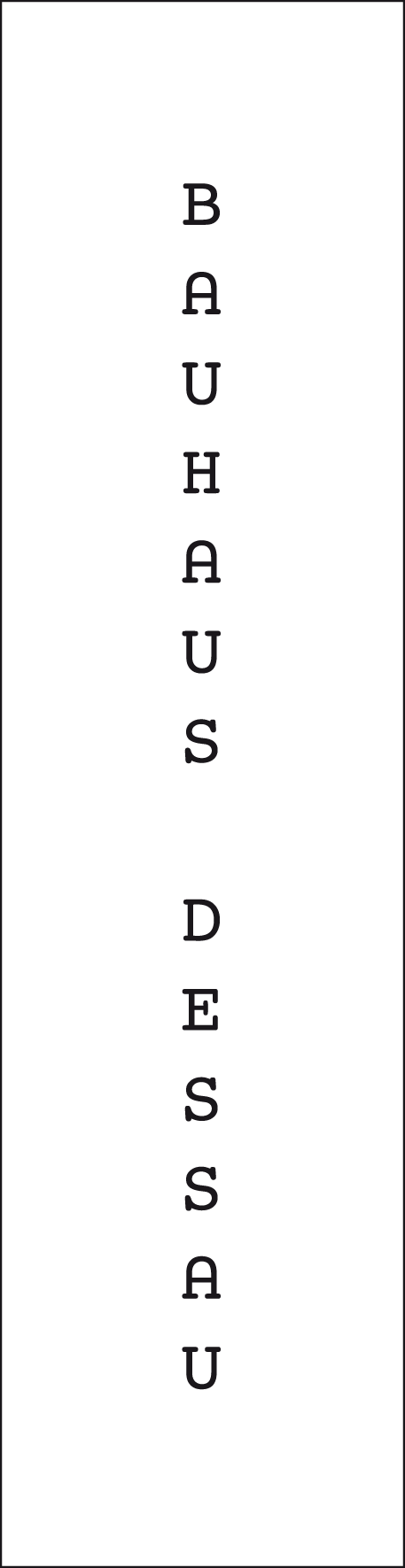
Logo del Bauhaus Dessau.

Nel 1927 Gropius alla ricerca di un docente per la neonata sezione di architettura, pensò in primo luogo a Mart Stam che però rifiutò la proposta, per poi offrire la cattedra a Hannes Meyer che accettò la proposta. Già nella presentazione del suo corso di architettura colse l'occasione per determinare quei principi che saranno peculiari nell'attività della scuola sotto la sua direzione: "il mio insegnamento sarà tendenzialmente di tipo funzionalistico e collettivistico e inoltre sarà particolarmente attento alle tecniche costruttive".
Tra gli allievi che avrebbero raggiunto una certa fama internazionale, in questo periodo, c'era anche Alfredo Bortoluzzi.
Sotto la direzione di Hannes Meyer per un periodo di tempo l'ingresso alla Bauhaus fu aperto a tutti gli studenti e studentesse che volessero entrarvi, senza seguire alcun criterio selettivo, ma i problemi del sovraffollamento portarono alla decisione di stringere il numero degli studenti a 150. Hannes Meyer avrebbe voluto "un tipo di insegnamento imperniato sulla sociologia, l'economia e la psicologia", come dimostrano le riforme che avrebbe voluto applicare per il semestre invernale 1930/1931: "allargamento dell'insegnamento", "abolizione dei pittori", "pedagogia esclusivamente materialistica".
Il 5 maggio 1930 in seguito ad alcune manifestazioni del gruppo di studenti comunisti (che rappresentava la maggioranza degli iscritti all'istituto) ci fu un colloquio tra il sindaco Hesse, Hannes Meyer, il Dr. Grote e il provveditore agli studi Blum, nel quale si rafforzò l'idea che l'allontanamento di Hannes Meyer, che aveva dato alla scuola un'impostazione filocomunista, avrebbe risolto i conflitti tra gli studenti e tra l'istituzione e gli amministratori di destra, soprattutto i sempre più numerosi nazionalsocialisti. Qualche settimana dopo Hannes Meyer, osteggiato anche da docenti come Josef Albers e Wassily Kandinsky, fu invitato dal sindaco a rassegnare le dimissioni.
Riguardo al suo successore Grote avrebbe voluto il ritorno di Gropius, che però declinò l'invito, come l'architetto Otto Haesler, e ad accettare fu l'architetto Ludwig Mies van der Rohe.

### A Dessau con Mies van der Rohe (1930-1932)
Dal 1930 fino alla chiusura fu direttore Ludwig Mies van der Rohe che impresse alla scuola un carattere più strettamente disciplinare incentrato sull'architettura. Gropius e Hannes Meyer avevano voluto una Bauhaus legato al contesto sociale, ma questo legame si perse con Mies che credeva che l'istituto avesse come unico scopo quello di dare allo studente una formazione artigianale, tecnica ed artistica completa. Gli studenti non ebbero più rappresentanza nel Meisterrat e le decisioni più importanti venivano prese dal solo direttore. A seguito della diminuzione delle sovvenzioni ricevute dallo Stato, Mies decise di aumentare le rette degli studenti e di sostenersi sui proventi della produzione su licenza dei prodotti progettati dagli studenti nel tempo e acquistati dalla Bauhaus. Registrando per precauzione tutti i brevetti ancora inutilizzati e acquistando tutti i nuovi progetti degli studenti.
Con la nomina a Ministro degli interni e della pubblica istruzione di Wilhelm Frick, del Partito nazionalsocialista, nel 1930 iniziò la lotta all'arte e alla cultura moderna e contemporanea. Nella vecchia sede del Bauhaus a Weimar, dove si era formata una scuola simile ad essa, fu inviato l'architetto nazionalsocialista Paul Schultze-Naumburg per chiuderla e riformarla su basi filonazista, eliminando persino le decorazioni parietali create da Oskar Schlemmer. Inoltre vennero tolte tutte le opere moderne presenti nel Museo Regionale di Weimar, comprese quelle acquistate dal Bauhaus. A Dessau i nazisti decisero la chiusura della Bauhaus, cominciando con l'eliminazione dei contributi all'istituto e la pretesa che fossero licenziati i docenti stranieri. Il 12 agosto 1932 il sindaco Hesse dovette mettere, su richiesta dei nazisti, all'ordine del giorno la chiusura della scuola. A votare contro furono solo Hesse e i comunisti mentre i socialdemocratici, che fino ad allora avevano sostenuto il Bauhaus, si astennero, giustificandosi con la perdita di voti che sarebbe stata provocata dal cattivo giudizio che la città aveva nei confronti dell'istituto. La Bauhaus cessò le attività ufficialmente a fine settembre 1932.

### A Berlino con Mies van der Rohe (1932-1933) fino alla chiusura definitiva

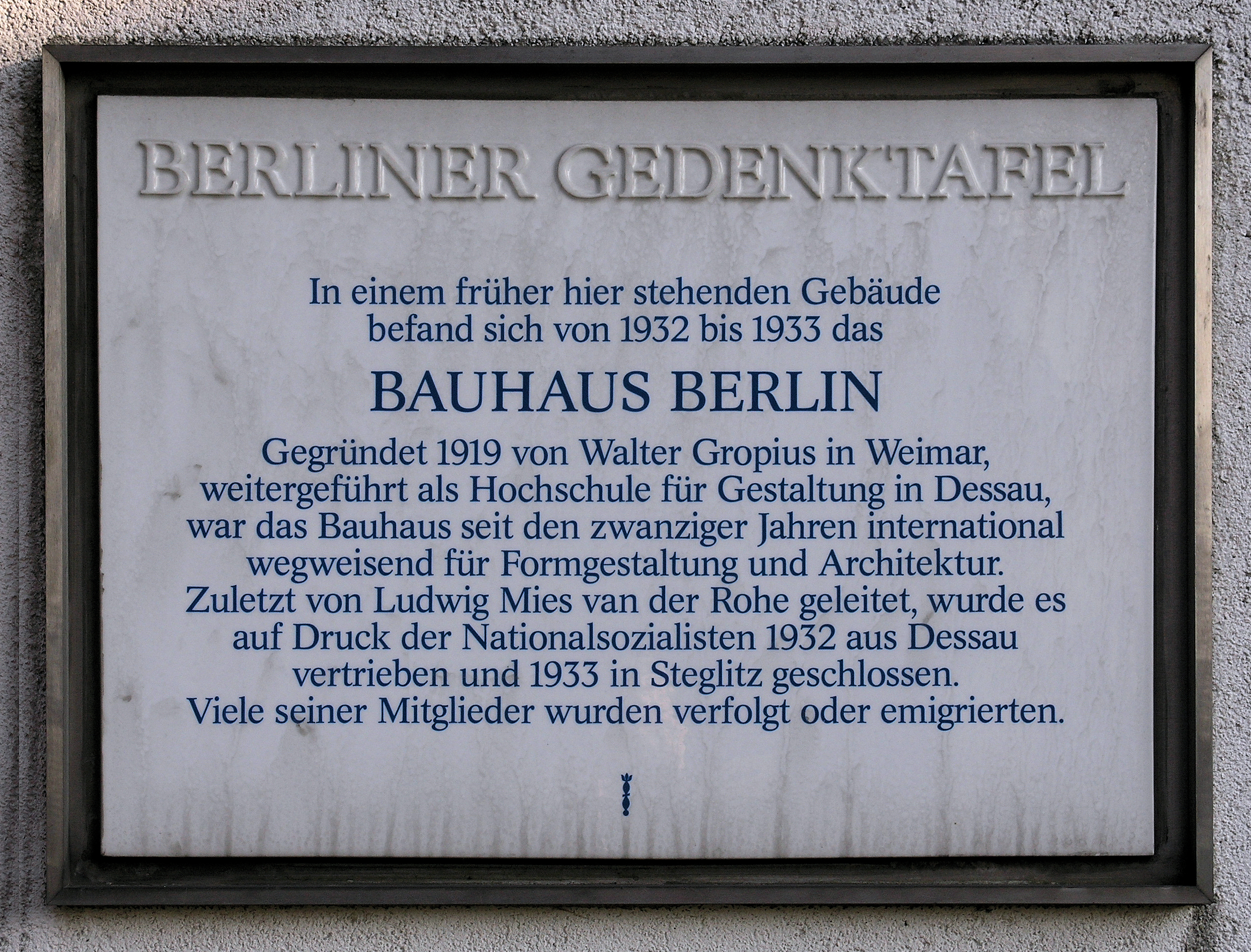
Targa commemorativa al Bauhaus, Birkbuschstraße 49, Berlino-Lankwitz.

A seguito della chiusura del Bauhaus a Dessau, Magdeburgo e Lipsia, due città allora guidate da amministrazioni socialdemocratiche, furono le prime ad offrire alla scuola degli spazi per una nuova sede, ma Mies decise di costituire a Berlino il privato "Libero istituto per l'insegnamento e la ricerca", affittando una fabbrica di telefoni abbandonata. Dal punto di vista economico la scuola si sarebbe sostenuta con le rette degli studenti, ancora una volta aumentate, e i 30.000 marchi provenienti dalla vendita dei brevetti. Lo stipendio dei docenti era assicurato dal contratto preso con la città di Dessau, valido fino al 1935.
La presa del potere del Partito nazionalsocialista segnò però la fine anche dell'esperienza berlinese. La procura della repubblica di Dessau aprì un'inchiesta sul sindaco Hesse, atta a raccogliere prove che dimostrassero che la Bauhaus fosse un istituto bolscevico. A Berlino, tra i pacchi di libri inviati dalla biblioteca della scuola di Dessau, furono trovate alcune riviste comuniste, probabilmente messe lì per lo scopo dagli stessi nazionalsocialisti. Nonostante l'11 aprile 1933 la Gestapo avesse perquisito la scuola decidendone la chiusura, Mies e gli studenti fecero di tutto per riuscire a riaprirla. Alcuni di essi si iscrissero al Kampfbund, azione consigliata dagli stessi Mies e Lilly Reich.
Entrata in vigore una legge secondo la quale anche le scuole private dovevano essere sottoposte all'Intendenza scolastica provinciale, Mies richiese il permesso di aprire una scuola d'arte e la risposta della Gestapo fu di rispettare alcune condizioni imposte dal Ministero della cultura: licenziamento di Kandinsky e Hilberseimer, l'assenza di docenti ebrei, la presenza di qualche docente presente all'interno del partito, programma di studi orientato in senso nazionalsocialista. Viste le condizioni poste e le difficoltà economiche, dovute al mancato versamento delle rette degli studenti e alla perdita dei contratti con le aziende produttrici su licenza dei prototipi della scuola, i docenti all'unanimità decisero di chiudere definitivamente il Bauhaus il 19 luglio 1933.

## Le donne nella Bauhaus
Molto dell'atteggiamento della Bauhaus verso le donne si può immediatamente comprendere da questa frase, di Walter Gropius. La scuola era infatti aperta a entrambi i sessi e aveva forti aspirazioni progressiste, ma la reale parità era lontana da essere applicata nella pratica. Quando la Bauhaus aprì, nel 1919, ci furono più richieste di iscrizione da parte delle donne che da parte degli uomini. Nonostante ciò a molte donne venne negato l'accesso ai corsi; a quelle che entrarono alla scuola venne impedito di accedere ai corsi ritenuti molto più importanti, quali pittura, incisione e design industriale e furono quindi dirottate ai laboratori femminili: ceramica, tessitura, rilegatura di libri.
Questo atteggiamento fu particolarmente forte nei primi anni, sotto la guida di Johannes Itten. Quando Gropius, nel 1923, riuscì a sostituirlo con il designer ungherese László Moholy-Nagy, la situazione migliorò per molte studentesse.
Catherine Ince, co-curatrice della mostra Bauhaus Art as Life di Londra, sottolinea come questa situazione fosse tutto sommato comprensibile. Gropius aveva scritto nel manifesto della scuola che questa era "aperta a ogni persona di buona reputazione, a prescindere dall'età e dal sesso" e il Bauhaus aveva una mentalità moderna e libertaria, ma era comunque vittima della mentalità fortemente maschilista del tempo e realizzare un'autentica parità tra i sessi era semplicemente 'un passo troppo lontano'.
Laszlo Moholy-Nagy si assicurò che a molte studentesse venisse data maggior libertà e fu infatti lui a incoraggiare Marianne Brandt a unirsi al laboratorio del metallo. Questo le diede la possibilità concreta di apprendere le competenze che l'avrebbero fatta diventare una dei designer industriali più innovativi della Germania degli anni '30. Marianne fu sostanzialmente l'unica donna che si fece un nome nella scuola: le lampade a globo che disegnò nel 1926 e la lampada orientabile Kandem del 1928, sono rimaste per anni delle icone dello stile Bauhaus e sono tutt'oggi prodotti con minime variazioni.
Tuttavia le studentesse che si iscrissero prima del 1923 ebbero ben poche possibilità di emergere. Tra queste merita ricordare Gertrud Arndt, Benita Koch-Otte e Lou Scheper-Berkenkamp.
La situazione non si risolse mai completamente: quando la scuola passò sotto la direzione di Mies van der Rohe, nel 1930, divenne essenzialmente una scuola di architettura. Poiché questo campo era tradizionalmente chiuso alle donne, ben poche poterono affermarsi. Anni Albers, ad esempio, riuscì solo dopo aver lasciato la scuola e raggiunto, nel 1933, l'America, dove lavorò con successo per la Knoll e la Rosenthal.
Varie mostre e tavole rotonde oggi rendono omaggio alle designer dell'epoca. Tra queste ricordiamo Female Bauhaus, promossa dal Bauhaus Archive-Berlin.

## Didattica
Prospetto sintetico degli insegnamenti che si sono tenuti al Bauhaus:
|                 |                                   | W. Gropius, Weimar (1919 - 1925)                                                | W. Gropius, Weimar (1919 - 1925)                                                | W. Gropius, Dessau (1925 - 1927) | W. Gropius, Dessau (1925 - 1927) | H. Meyer, Dessau (1928 - 1930)                         | H. Meyer, Dessau (1928 - 1930)                         | L. Mies van der Rohe, Dessau (1930-1932)               | L. Mies van der Rohe, Dessau (1930-1932)               | L. Mies van der Rohe, Berlino (1932-1933) | L. Mies van der Rohe, Berlino (1932-1933) |
| --------------- | --------------------------------- | ------------------------------------------------------------------------------- | ------------------------------------------------------------------------------- | -------------------------------- | -------------------------------- | ------------------------------------------------------ | ------------------------------------------------------ | ------------------------------------------------------ | ------------------------------------------------------ | ----------------------------------------- | ----------------------------------------- |
| Formazione Base | Corso propedeutico                | Johannes Itten                                                                  | Johannes Itten                                                                  | Josef Albers, László Moholy-Nagy | Josef Albers, László Moholy-Nagy | Josef Albers                                           | Josef Albers                                           | Josef Albers                                           | Josef Albers                                           |                                           |                                           |
| Formazione Base | Corsi di pittura                  | Paul Klee                                                                       | Paul Klee                                                                       | Paul Klee                        | Paul Klee                        | Paul Klee                                              | Paul Klee                                              | Paul Klee                                              | Paul Klee                                              |                                           |                                           |
| Formazione Base | Corsi di pittura                  | Wassily Kandinsky                                                               |                                                                                 |                                  |                                  |                                                        |                                                        |                                                        |                                                        |                                           |                                           |
| Formazione Base | Corso L'Uomo                      |                                                                                 |                                                                                 |                                  |                                  | Oskar Schlemmer                                        | Oskar Schlemmer                                        |                                                        |                                                        |                                           |                                           |
|                 |                                   | Insegnamento teorico                                                            | Insegnamento pratico                                                            | Insegnamento teorico             | Insegnamento pratico             |                                                        |                                                        |                                                        |                                                        |                                           |                                           |
| Laboratori      | Ceramica                          | Gerhard Marcks                                                                  | Max Krehan                                                                      |                                  |                                  |                                                        |                                                        |                                                        |                                                        |                                           |                                           |
| Laboratori      | Decorazione parietale e del vetro | - Oskar Schlemmer (fino al 1922) - Wassily Kandinsky                            | - Carl Schlemmer, (fino al 1922) - Heinrich Beberniss                           | Hinnerk Scheper                  | Hinnerk Scheper                  | Alfred Arndt                                           | Alfred Arndt                                           | Lilly Reich                                            | Lilly Reich                                            | Lilly Reich                               | Lilly Reich                               |
| Laboratori      | Decorazione parietale e del vetro | Paul Klee (fino al 1923), Josef Albers                                          |                                                                                 | Hinnerk Scheper                  | Hinnerk Scheper                  | Alfred Arndt                                           | Alfred Arndt                                           | Lilly Reich                                            | Lilly Reich                                            | Lilly Reich                               | Lilly Reich                               |
| Laboratori      | Lavori in metallo                 | - Johannes Itten (fino al 1923) - László Moholy-Nagy                            | - Alfred Kopka (fino al 1922) - Christian Dell                                  | Marcel Breuer                    | Marcel Breuer                    | Alfred Arndt                                           | Alfred Arndt                                           | Lilly Reich                                            | Lilly Reich                                            | Lilly Reich                               | Lilly Reich                               |
| Laboratori      | Falegnameria                      | Walter Gropius                                                                  | Walter Gropius                                                                  | Marcel Breuer                    | Marcel Breuer                    | Alfred Arndt                                           | Alfred Arndt                                           | Lilly Reich                                            | Lilly Reich                                            | Lilly Reich                               | Lilly Reich                               |
| Laboratori      | Tessitoria                        | Georg Muche                                                                     | Helene Börner                                                                   | Gunta Stölzl                     | Wanke                            | Gunta Stölzl                                           | Gunta Stölzl                                           | Lilly Reich                                            | Lilly Reich                                            | Lilly Reich                               | Lilly Reich                               |
| Laboratori      | Scultura                          | Oskar Schlemmer                                                                 | Josef Hartwig                                                                   | Joost Schmidt                    | Joost Schmidt                    |                                                        |                                                        |                                                        |                                                        |                                           |                                           |
| Laboratori      | Tipografia, grafica e pubblicità  | - Paul Klee (legatoria) - Lyonel Feininger (tipografia)                         | - Otto Darfner (legatoria) - Carl Zaubitzer (tipografia)                        | Herbert Bayer                    | Herbert Bayer                    | Joost Schimdt (grafica), Walter Peterhans (fotografia) | Joost Schimdt (grafica), Walter Peterhans (fotografia) | Joost Schimdt (grafica), Walter Peterhans (fotografia) | Joost Schimdt (grafica), Walter Peterhans (fotografia) |                                           |                                           |
| Architettura    | Architettura                      | Walter Gropius, Adolf Meyer, Ernst Schumann, Emil Lange (lezioni straordinarie) | Walter Gropius, Adolf Meyer, Ernst Schumann, Emil Lange (lezioni straordinarie) |                                  |                                  | Hans Wittwer, Ludwig Hilberseimer                      | Hans Wittwer, Ludwig Hilberseimer                      | Ludwig Mies van der Rohe, Ludwig Hilberseimer          | Ludwig Mies van der Rohe, Ludwig Hilberseimer          | Ludwig Mies van der Rohe                  | Ludwig Mies van der Rohe                  |
| Teatro          | Teatro                            | Oskar Schlemmer                                                                 | Oskar Schlemmer                                                                 | Oskar Schlemmer                  | Oskar Schlemmer                  | Oskar Schlemmer                                        | Oskar Schlemmer                                        |                                                        |                                                        |                                           |                                           |

### Formazione Base

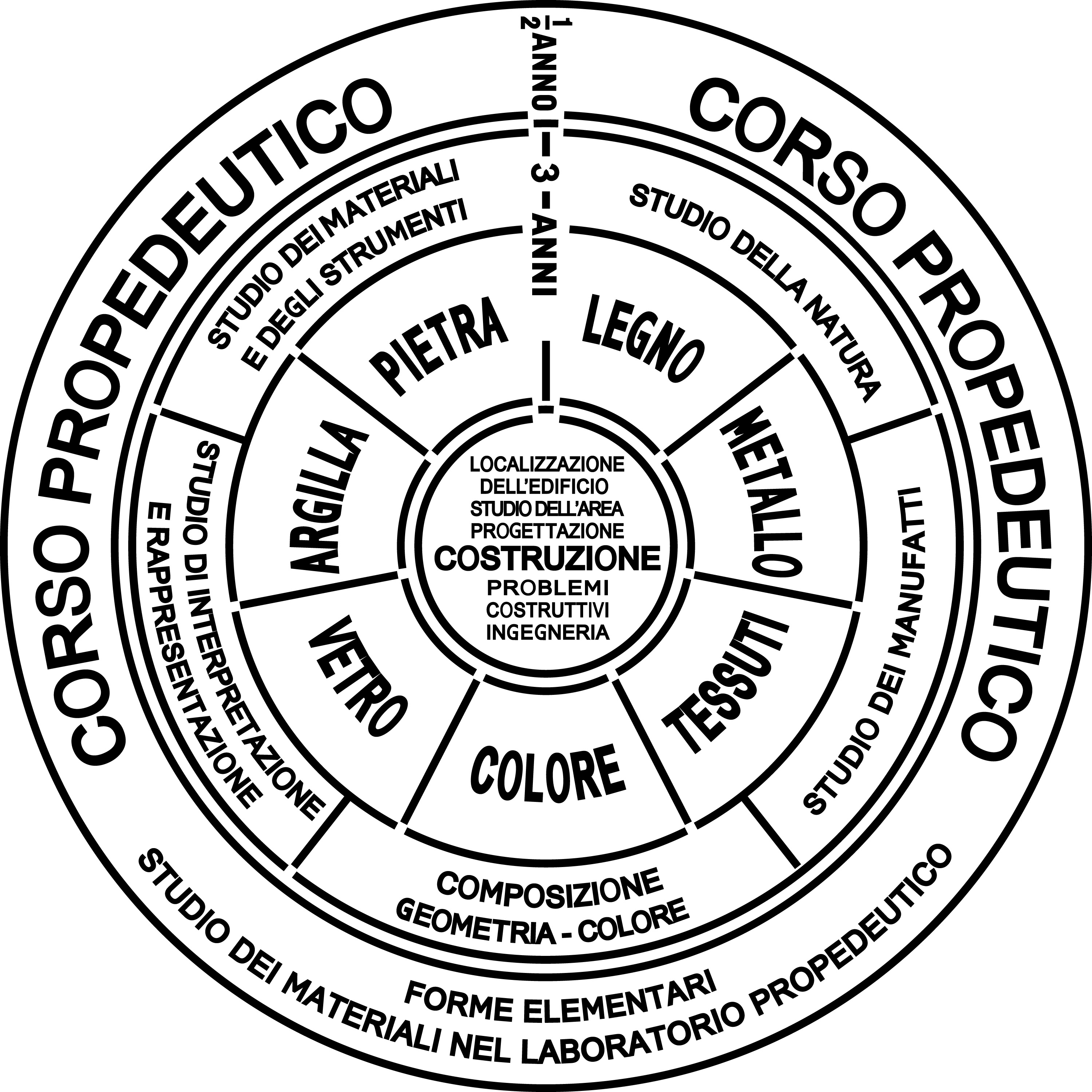
Schema didattico del Bauhaus, 1922.

L'eredità permanente che ha lasciato la scuola e che anche attualmente influenza l'insegnamento, soprattutto dell'industrial design, sono le innovazioni apportate nella didattica.
L'organizzazione dei corsi subì molte modifiche durante la vita della scuola, ma alcuni aspetti sono rimasti peculiari e universalmente riconoscibili.
Inizialmente, uno dei principali obiettivi della Bauhaus fu quello di unificare arte, artigianato e tecnologia. Si può dire che presso la Bauhaus assistiamo alla nascita del design intesa come "unione di tecnica ed arte", uno dei concetti informatori dell'ideologia gropiusiana.. D'altronde la macchina veniva considerata come elemento positivo..
Gropius aveva addirittura previsto una doppia direzione per i laboratori che dovevano essere diretti da un artista e da un maestro artigiano. Un'altra innovazione importante fu il Vorkurs cioè corso preliminare. Tale attività didattica, svolta prima da Itten (che insegnava a liberare l'energia creativa e a indirizzarla verso la meta di una forma energetica e gestuale) e poi da Moholy-Nagy, corrisponde al moderno corso di basic design, diventato uno dei corsi fondamentali della maggior parte delle scuole di architettura e industrial design del mondo.
Nella scuola mancava l'insegnamento di storia, poiché si presupponeva che tutto venisse disegnato e creato come se fosse la prima volta, piuttosto che con un riferimento ai precedenti. Anche se esclusivamente per un breve periodo si tennerò lezioni di storia dell'arte da parte di Bruno Adler e anche di Wilhelm Koehler, oltre a quelle di anatomia, di grafia con Dora Wibiral e di disegno naturalistico con Paul Dobe.
La scuola era focalizzata principalmente sull'architettura, e spesso costruì case popolari a basso costo per il governo di Weimar, ma non a discapito delle altre discipline dell'arte.

#### Corso Propedeutico

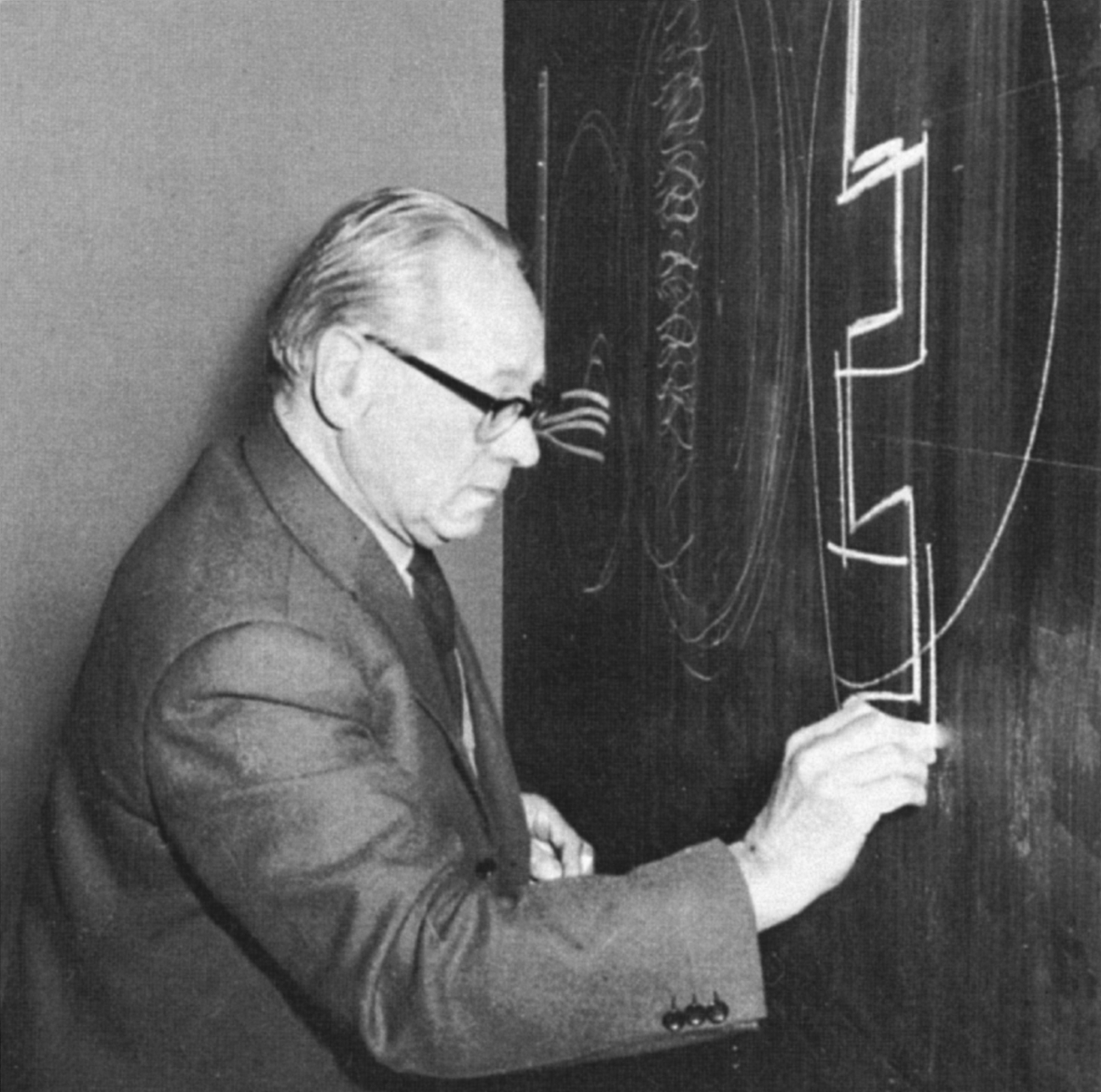
Johannes Itten in una foto del 1954

Johannes Itten, Farbkreis.

Il corso propedeutico o Vorkurs, della durata di sei mesi, era obbligatorio e doveva preparare gli allievi a sviluppare una nuova attitudine nei confronti della percezione e dell'espressione artistica.
Nei primi anni della Bauhaus, fino al 1923, fu affidato a Johannes Itten, che ne fece uno strumento di iniziazione degli studenti a stili di vita, modi di vestire, cura del corpo e dell'alimentazione secondo un modello venato di utopia e provocazione, partendo da un approccio teosofico e dall'influenza di filosofie orientali.
Con il trasferimento della scuola a Dessau le lezioni del primo semestre furono affidate a Josef Albers, quelle del secondo a László Moholy-Nagy.
Il corso di Josef Albers si strutturò in lezioni sui materiali (seguendo un piano preciso: vetro, carta, metallo) e sui principi fondamentali della costruzione, visite in fabbriche ed esercitazioni pratiche tese alla realizzazione di piccoli oggetti.
Le lezioni di László Moholy-Nagy si svilupparono sulla composizione nello spazio.
Successivamente il corso fu affidato per l'intero anno al solo Josef Albers, influenzato dalla lezione di Johannes Itten.
Nel 1930, sotto la direzione di Mies van der Rohe, l'insegnamento di base rimase intatto con le uniche eccezioni di non essere più obbligatorio e dell'ampliamento del corso propedeutico di Josef Albers che ora conteneva delle lezioni di disegno a mano libera, volute dal direttore per migliorare le capacità degli studenti prima che si accingessero allo studio dell'architettura.
Con la direzione di Hannes Meyer la formazione base si arricchì sia il corso di scrittura di Joost Schmidt e le lezioni sul tema "L'uomo" che lo studio del nudo tenuti da Oskar Schlemmer.

#### Lezioni di Klee e Kandinskij
Paul Klee tenne un "insegnamento formale figurativo" che consisteva nello studio delle proporzioni, delle immagini riflesse, delle forme e colori primari, basato sull'analisi dei suoi dipinti. Nel 1922 vi si aggiunse un corso sulla teoria del colore.
Kandinskij tenne dal 1922 un corso sul disegno analitico e sulla composizione cromatica, seguendo i principi dell'analisi e della sintesi e dando importanza agli effetti del colore nelle sovrapposizioni tra di essi e nella loro percezione.
Gli esercizi di Vassilij Kandinskij si possono suddividere in quattro gruppi: sistemi di colore e sequenze, corrispondenza di colore e forma, relazione fra colori, colori e spazio.
Con la direzione di Hannes Meyer, Paul Klee e Vassily Kandinskij riuscirono ad ottenere la possibilità di condurre dei corsi di pittura. I risultati ebbero un'impronta surrealista, influenzata dalla tecnica di Klee.

#### Corso "L'uomo"
Il corso tenuto da Oskar Schlemmer (sostituito nell'ultimo semestre da Xanti Schawinsky) fu istituito da Hannes Meyer e condotto fino al 1930.
Si divideva in tre parti:
- l'essere corporeo, ovvero teoria delle proporzioni e del movimento;
- l'essere dotato di psiche, ovvero lo studio della psicologia;
- l'essere dotato di intelletto, ovvero lo studio della filosofia e della storia dello spirito[84].

### Laboratori
Gropius aveva ottenuto dall’imprenditore tedesco Adolf Sommerfeld l’incarico di realizzare su un terreno di proprietà della famiglia una residenza che utilizzasse legno di teak ricavato dal disarmo di una vecchia nave.
I principi seguiti nella progettazione furono quelli della teoria delle forme fondamentali cerchio-quadrato-triangolo, con un’ancora forte influenza dell’Espressionismo.
Adolf Meyer e lo stesso Gropius si occuparono del progetto architettonico, della direzione dei lavori lo studente Theodor Fischer, degli arredi interni gli studenti Dörte Helm, Marcel Breuer, Josef Albers che realizzarono rispettivamente una tenda, poltroncine e una vetrata policroma, dell’intaglio della boiserie, delle porte, della scala lignea Joost Schmidt..
Secondo la legislazione dell'epoca, gli apprendisti potevano essere formati solo da maestri-artigiani, che Gropius provvide di fornire alla scuola, assieme a quell'attrezzatura, eredità della precedente istituzione scolastica e sopravvissuta alla guerra.
I vecchi maestri Otto Dorfner e Helene Börner, con i rispettivi strumenti della legatoria e della tessitoria, furono integrati al Bauhaus.
Nel 1920 il consiglio dei maestri deliberò che il corso propedeutico e quello di disegno tecnico (tenuto da Gropius, per la parte teorica, e da Hannes Meyer per la parte pratica) fossero obbligatori, che le ore di lavoro nei laboratori fossero sei al giorno e che si mantenesse il modello d'insegnamento maestro-artista/maestro-artigiano.
Nel corso degli anni e a seconda dei direttori l'organizzazione dei corsi e il programma di studi ha subito numerosi cambiamenti.
Quando Hannes Meyer divenne direttore dell'istituto emanò nuove direttive per i laboratori, che, entrate in vigore dal 1º novembre 1928, prevedevano la massima redditività, l'amministrazione autonoma di ogni cellula, la pedagogia produttiva.
Per ogni laboratorio erano previsti un direttore, un insegnante tecnico-pratico, studenti, collaboratori. I collaboratori, tra cui Marianne Brandt e Hin Bredendieck furono studenti che lavorando otto ore all'interno dei laboratori percepivano un salario.
Gli studenti riuscivano a finanziare autonomamente i propri studi potendo partecipare al guadagno dei diritti d'autore e delle vendite degli oggetti prodotti dal Bauhaus, soddisfacenti i bisogni del popolo, del proletariato.
Se Gropius e Meyer intendevano i laboratori come il passaggio necessario per arrivare allo studio dell'architettura, Mies van der Rohe rovesciò completamente l'impianto dell'insegnamento, rendendo corso propedeutico e laboratori non necessari di frequentazione per lo studente che volesse direttamente approcciarsi all'architettura.
Il laboratorio per l'arredamento e le rifiniture interne divenne subordinato alla sezione di architettura, mentre si resero autonomi il laboratorio di pubblicità, il laboratorio di fotografia e lo studio dell'arte libera.

#### Laboratorio della ceramica
I primi passi di questo laboratorio a Weimar furono molto difficili a causa delle difficoltà economiche e organizzative.
Esperienze positive si ebbero a partire dal 1920, quando Gropius entrò in contatto con Max Krehan, un artigiano che dirigeva un proprio laboratorio di ceramica nel castello di Dornburg.
Cinque studenti della scuola accettarono di lavorare nel laboratorio dell'artigiano per almeno due anni, si trasferirono così a Dornburg, a quasi 30 km di distanza da Weimar, conducendo una vita molto dura poiché dovevano procurarsi dal bosco le materie prime per il laboratorio e dalla coltivazione di un piccolo pezzo di terra il cibo per sostenersi.
Max Krehan si occupò quindi dell'insegnamento pratico (tornitura, smaltatura, cottura), l'artista Gerhard Marcks dell'insegnamento teorico, proponendo agli studenti esperimenti con recipienti e lo studio della storia della ceramica.
Dal 1923 il laboratorio di Max Krehan fu rilevato dal Bauhaus e finalizzato alla produzione mentre il laboratorio di Gerhard Marcks rimase autonomo.
Dal 1924 i due apprendisti di secondo livello Otto Lindig e Theodor Bogler assunsero rispettivamente la direzione tecnica e quella commerciale del laboratorio.
Gropius aveva intenzione, sin dal 1923, di iniziare una produzione in serie di ceramiche ma incontrò resistenze da parte di Max Krehahn e Gerhard Marcks; solo Bogler e Lindig collaborarono con l'industria, e i primi oggetti ad essere prodotti furono i recipienti per la cucina della casa-modello esposta nel 1923.
A causa delle difficoltà finanziarie del Bauhaus weimariano, il laboratorio chiuse e non fu riaperto nella sede di Dessau.

#### Laboratorio per l'arredamento e le rifiniture d'interni
Quando la scuola fu fondata Gropius creò differenti laboratori che si occupassero delle discipline dell'arredamento. Solo con Hannes Meyer, a Dessau, i vari laboratori dei lavori del metallo, falegnameria e rifiniture furono condensati in uno unico, diretto da un solo maestro.
A Weimar, tra il 1919 e il 1925, esistevano tre laboratori per il design d'interni:
- Laboratorio della decorazione murale e su vetro

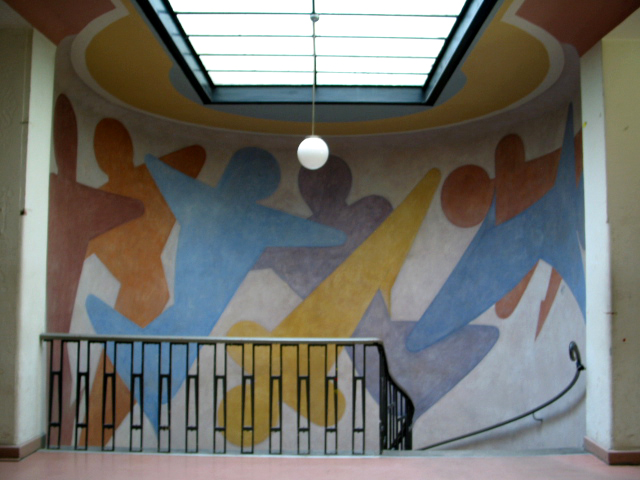
Oskar Schlemmer
Parte della decorazione parietale progettata per l’edificio dei laboratori
Weimar, 1923

Nel 1919 i due laboratori furono istituiti separatamente e uniti solo nel 1924. La direzione del laboratorio della decorazione su vetro inizialmente fu affidata a Paul Klee, successivamente, dal 1923, a Josef Albers, che realizzò inoltre le vetrate policrome per casa Sommerfeld e casa Otte, due progetti architettonici commissionati allo studio di Gropius.
Nel laboratorio della decorazione murale l'insegnamento formale fu sostenuto inizialmente da Oskar Schlemmer, dal 1922 da Kandinsky, mentre quello tecnico-pratico per qualche anno da Carl Schlemmer, dal 1922 dall'artigiano Heinrich Beberniss.
Il laboratorio si occupò della verniciatura dei prodotti del laboratorio del mobile e dei giocattoli realizzati (in grande quantità) dal laboratorio di scultura, di progetti cromatici per edifici, di produzioni creative libere (come per l'esposizione del 1923).
Herbert Bayer nel 1923 realizzò la decorazione murale della scala secondaria dell'edificio scolastico, seguendo i principi dell'arte di Kandinsky: associazione tra triangolo-giallo, quadrato-rosso, cerchio-blu.
- Laboratorio del metallo

Gropius affidò il laboratorio, aperto solo nel 1920, a Johannes Itten, che lo curò fino al 1923, data in cui lo sostituì nell'insegnamento formale László Moholy-Nagy.
Durante il primo anno il laboratorio fu privo di un maestro che si occupasse dell'insegnamento tecnico, assegnato nel 1921 ad Alfred Kopka al quale subentrò nel 1922 l'orafo Christian Dell.
La direzione di László Moholy-Nagy fu caratterizzata da una notevole sperimentazione di forme, materiali (oltre ai metalli poveri come l'alpacca utilizzata al posto dell'argento, si sperimentarono vetro e plexiglas) e nella combinazione di materiali diversi tra loro.
La progettazione e produzione degli oggetti fu collettiva, così come accadde per la famosa lampada da tavolo disegnata inizialmente da K. J. Jucker e terminata da Wilhelm Wagenfeld, messa in produzione dal 1924 e oggi ancora disponibile.
Un'importante allieva di questo laboratorio fu Marianne Brandt, i cui progetti (molto conosciuti la piccola teiera in ottone argentato e legno d'ebano e il posacenere in ottone parzialmente nichelato, 1924) si distinguevano per l'utilizzo di forme primarie (sfera, cerchio, cilindro) e la combinazione di materiali diversi.
Il punto di arrivo della ricerca formale compiuta in questo laboratorio fu l'estrema funzionalità dei prodotti e la rinuncia all'arte fine a sé stessa.
- Laboratorio del mobile

Gropius si occupò dell'insegnamento formale e pratico del laboratorio, e a lui è attribuita la poltrona F51 del 1920. Il designer Marcel Breuer fu uno dei primi allievi a terminare il corso e uno dei suoi contributi più importanti fu il progetto di una sedia in legno, prototipata nel 1922, che contenesse i principi generali di questo laboratorio: la comodità di chi la utilizza e una riproduzione semplice, ciò dimostra la consapevolezza che l'arte debba svanire nella tecnica.
Importante nella progettazione degli oggetti fu la scelta di verniciare le componenti della struttura in base alla loro funzione.
A Dessau la falegnameria fu diretta da Marcel Breuer e la dotazione tecnica del laboratorio del metallo fu migliorata.
Si conosce poco invece delle lezioni di Hinnerk Scheper tenute durante il laboratorio di decorazione parietale, che realizzò prodotti sia per la scuola stessa che per clienti privati.
Il laboratorio unico per l'Arredamento e le Rifiniture d'interni fu aperto il 1º luglio 1929, con la direzione di Hannes Meyer, e posto sotto la direzione di Alfred Arndt.
Questo constava di varie sezioni, che ricordano i vecchi laboratori organizzati da Gropius:
Sezione della falegnameria
Influenzato dalle idee del nuovo direttore, nel laboratorio si sperimentarono l'utilizzo di materiali economici come il compensato, scelto anche per l'elasticità, e il metallo.
I prodotti di questo laboratorio si possono chiudere, piegare e ricomporre secondo i bisogni con grande facilità, grazie anche all'invenzione di gambe, non più formate da un pezzo unico, ma da piccole aste legate con viti, con attenzione al principio della standardizzazione.
Le realizzazioni migliori furono l'arredo per l'ufficio comunale del lavoro di Dessau e per la "Volkswohnung", la "casa del popolo" esposta nel 1929, la poltrona progettata da Josef Albers, lo sgabello pieghevole per il quartetto Bush, il guardaroba per scapoli (su ruote e apribile sul fronte e sul retro) e la seduta per i lavoratori alla catena di montaggio disegnata per l'"Hygienemuseum" di Dresda.
Sezione dei lavori in metallo
Protagonista di questo laboratorio rimane ancora Marianne Brandt le cui lampade entrarono in produzione dal 1928 grazie all'accordo raggiunto tra la scuola e l'azienda Schiwintzer und Gräff. Il contratto prevedeva la progettazione di 53 lampade. Successivamente la produzione fu seguita dalla fabbrica Körting und Mathiesen di Lipsia.
Marianne Brandt collaborò con Hin Bredendieck alla progettazione delle lampade “standardizzate”: una da scrittoio e una da comodino, realizzate in alluminio.
Sezione della decorazione parietale
Questo laboratorio a Dessau fu tra i più fruttuosi, grazie al disegno delle innovative carte da parati, messe in vendita dal 1930 dall'azienda Rasch di Hannover.
Le carte erano caratterizzate dall'utilizzo di tinte unite coperte da una leggera decorazione e della rinuncia a motivi stampati.
Il laboratorio fino ad allora seguito da Alfred Arndt, con il direttore Ludwig Mies van der Rohe dal 1931 fu affidato a Lilly Reich.
Arndt continuò a insegnare solo "costruzione di interni, disegno progettuale e prospettiva".

#### Laboratorio di scultura in legno e in pietra
Oskar Schlemmer e Josef Hartwig si dedicarono rispettivamente dell'insegnamento formale e di quello tecnico.
Il laboratorio realizzò sculture in gesso per edifici progettati da Gropius, lavori di intaglio per casa Sommerfeld, maschere e marionette per il laboratorio teatrale, lapidi, un monumento ai Caduti di marzo per Arnstadt e soprattutto giocattoli.
Questi ultimi furono i prodotti di maggior successo del Bauhaus, messi in commercio per la maggior parte dalla casa editrice Pestalozzi-Fröbel.
È fondamentale ricordare i giochi di Alma Buscher ed Eberhard Schrammen, la scacchiera di Josef Hartwig, con pedine la cui forma rinvia direttamente alle mosse consentite.
A Dessau il laboratorio, tenuto da Joost Schmidt, non ottenne notevoli risultati ma furono importanti gli esperimenti fotografici degli studenti Loew ed Ehrlich.

#### Laboratorio di tessitura

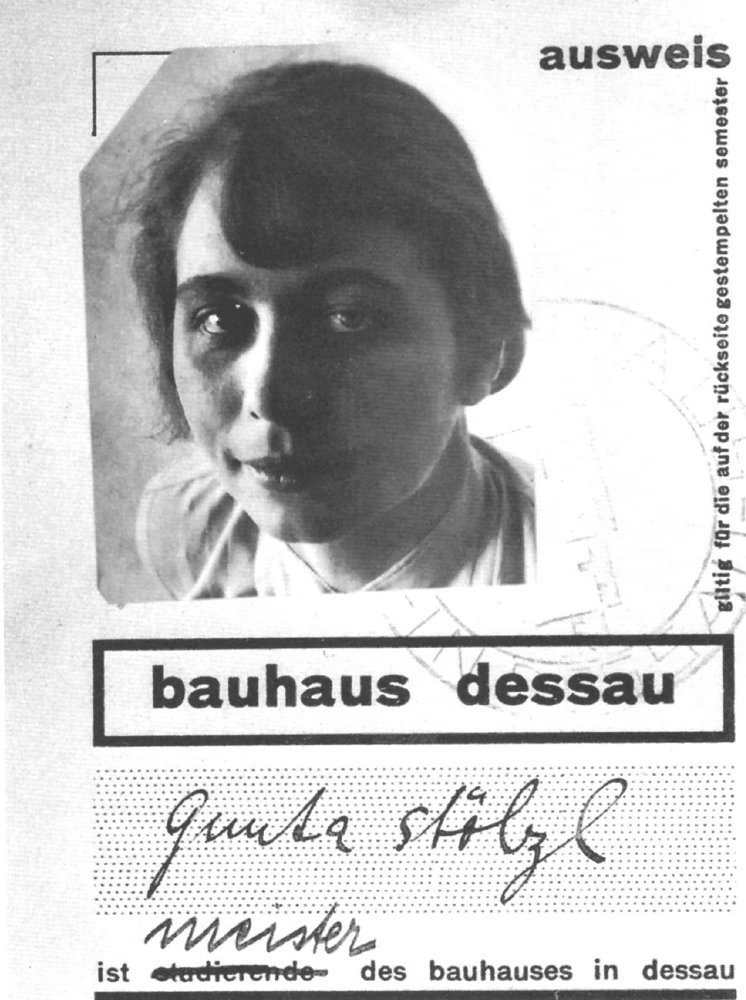
Tessera di riconoscimento del Bauhaus appartenuta a Gunta Stölzl.

La considerazione delle donne all'interno della Bauhaus di Weimar non era molto alta.
Le richieste di iscrizione alla scuola da parte di esse arrivarono numerose ma si cercò di non assegnare loro nemmeno la metà dei posti disponibili e quando non venivano respinte, le attendeva un'unica "scelta": il laboratorio di tessitura. D'altro canto la partecipazione maschile al laboratorio fu molto rara.
Gropius affidò l'insegnamento pratico a Helene Börner che ne stilò il programma: tessitura, intreccio, ricamo a mano e a macchina, lavoro a uncinetto, macramè, e l'insegnamento formale inizialmente a Johannes Itten e dal 1920 a Georg Muche che lasciò molta libertà alle studentesse.
Dal 1923 al laboratorio didattico-formale si affiancò un laboratorio con finalità produttive diretto da Muche.
Il laboratorio collaborava con quello del mobile occupandosi dei rivestimenti e partecipò all'esposizione della casa-modello con la produzione di tappeti.
Esso si specializzò nella tessitura e nella conoscenza completa delle tecniche di lavorazione solo col tempo e soprattutto grazie al contributo di alcune allieve che frequentarono corsi di specializzazione in altre scuole tedesche.
La produzione era caratterizzata da uno stile astratto, influenzato dalle lezioni di Johannes Itten, Paul Klee, Wassily Kandinsky e László Moholy-Nagy, lontano dall'arazzo a sfondo narrativo, allora ritornato alla moda con la diffusione dello Jugendstil.
A Dessau Gunta Stölzl, divenuta la nuova insegnante, dotò il corso di un piano di apprendimento ben determinato e si avvalse della collaborazione del tessitore Wanke per l'insegnamento dal punto di vista tecnico. Le lezioni si basarono sull'armatura, lo studio dei materiali e la tintura.
Il principale obiettivo di questo laboratorio durante la direzione di Hannes Meyer fu il "tessuto d'uso comune". Il laboratorio nel 1930 strinse un accordo commerciale con la fabbrica tessile Polytex di Berlino.
Il tessuto realizzato da Anni Albers per l'auditorium della scuola del sindacato tedesco ADGB, da un lato fonoassorbente, dall'altro riflettente la luce, testimonia lo sviluppo della ricerca sui materiali (si sperimentarono la seta artificiale, la ciniglia e il cellophan). Altri importanti risultati furono i tessuti per il rivestimento dei mobili in metallo e quelli filtranti la luce, ideali per pareti e tende.
Poiché Gunta Stölzl aveva lasciato la scuola, Mies affidò la tessitoria all'arredatrice Lilly Reich che nonostante si fosse occupata degli effetti dati dai tessuti in un ambiente, non aveva abbastanza conoscenze tecniche.
Gli obiettivi del laboratorio furono la creazione di modelli per l'industria tessile, ricorrendo anche al riutilizzo dei modelli utilizzati per la carta da parati e la realizzazione di collezioni per il mercato.
Il laboratorio produsse un grande catalogo di tessuti per mobili e tendaggi molto economici, presente su qualunque “studio di architettura al passo con i tempi”, come sostiene il rappresentante generale del Bauhaus Heinrich König.

#### Laboratorio di grafica

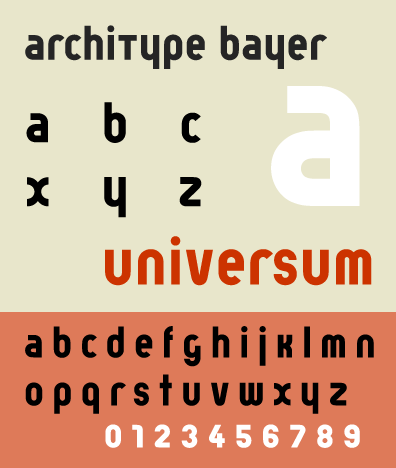
Herbert Bayer, architype bayer, carattere tipografico, 1927 (nell'immagine è presentato il redesign del carattere originale a cura di Freda Sack e David Quay, 1997.

A Weimar il laboratorio ebbe due anime: la legatoria e la tipografia.
In legatoria l'insegnamento tecnico-pratico fu svolto da Otto Darfner, un rilegatore molto stimato in quel momento, mentre l'insegnamento formale fu affidato a Paul Klee. Tra i due maestri vi furono conflitti tali che Otto Darfner decise di abbandonare la scuola.
In tipografia Lyonel Feininger e Carl Zaubitzer si occuparono rispettivamente dell'insegnamento formale e di quello tecnico-pratico.
Il laboratorio formava i suoi allievi nella silografia, l'incisione su rame e li impiegò nella produzione di diverse opere tra cui la "Nuova grafica europea" (rimasta incompiuta) e lavori su commissione dei maggiori artisti del tempo.
Nel 1923 fu fondata la casa editrice "Bauhaus-Verlag München-Berlin" che produsse tra le diverse pubblicazioni la "Cartella dei Maestri" (1923) e il libro "Bauhaus 1919-1923".
Con il trasferimento della scuola a Dessau fu aperto il laboratorio per la stampa e la pubblicità, diretto da Herbert Bayer, attento ai problemi della pubblicità e ai suoi rapporti con la psicologia.
Il laboratorio fu dotato di una sala per la composizione manuale, di una platina da stampa e una rotativa.
Meyer nel 1928 istituì il laboratorio per la pubblicità, che fece dirigere da Joost Schmidt, che tenne delle lezioni con il maestro di fotografia Walter Peterhans.
Joost Schmidt tenne un corso di pubblicità che si basava sulla combinazione di foto e testo e sul disegno di forme tridimensionali prospetticamente precise. Lo seguivano esercizi non solo sulla composizione della superficie ma anche sullo spazio tridimensionale. Solo dopo aver seguito tutti questi processi gli studenti potevano passare alla progettazione di manifesti.
Schmidt credeva che il problema pubblicità non poteva risolversi nella semplice propaganda-persuasione ma che la pubblicità fosse comunicazione e informazione.
Gli studenti si occuparono della reclamizzazione dei prodotti realizzati dalle ditte Rasch e Polytex in collaborazione con la scuola, ma anche dello stand del Bauhaus all'esposizione del Werkbund a Breslavia, della mostra "Volkswohnung Bauhaus" a Dresda, degli apparecchi da riscaldamento dell'azienda Junkers, della mostra pubblicitaria di Berlino, dello stand dell'"industria conserviera tedesca" alla "Hygieneausstellung" a Dresda, dello stand della ditta inglese Venestra, produttrice delle prime finestre in acciaio, alla fiera di Lipsia e dell'importante mostra itinerante "Dieci anni di Bauhaus".
Il laboratorio di fotografia fu incentrato sulle lezioni di Walter Peterhans, in contrasto con le idee sulla fotografia di Moholy-Nagy, intente a far sì che gli studenti sapessero fotografare in modo tecnicamente perfetto.
I lavori di questo laboratorio furono per la maggior parte delle nature morte, influenzate dalla pittura "trompe-l'œil", e che possiedono titoli come "Lepre Morta", che ne fanno assumere una “dimensione enigmatica”.
A Berlino il piano di studi strutturato in sette semestri non prevedeva l'apertura del laboratorio di pubblicità per mancanza di docenti..

### Sezione di architettura
(Walter Gropius, programma del Bauhaus statale di Weimar aprile 1919.)
Il progetto della scuola per il sindacato tedesco ADGB vide collaborare insieme Hannes Meyer, il socio Wittwer e la sezione di architettura. L'obiettivo fu quello di costruire un complesso in cui i tre diversi aspetti del vivere: studio, l'abitare quotidiano e il riposo potessero coesistere felicemente e in modo del tutto naturale.
Sulla facciata d'ingresso furono posti i tre camini con un significato simbolico poiché “in ambito sindacale essi erano stati visti come i tre pilastri del movimento operaio: cooperazione, sindacato, partito.
Un altro punto forte del progetto fu quello di scegliere per i percorsi esterni un passaggio vetrato, che facilitasse la comunicazione, al posto di un anonimo corridoio.
La progettazione del sobborgo fu affidata a Gropius dal governo municipale e la realizzazione fu suddivisa in tre fasi operative che riguardavano la realizzazione del primo lotto nel 1926, del secondo nel 1927, del terzo nel 1928.
Erano previsti solo edifici residenziali realizzati con l’utilizzo delle risorse locali, consistenti in case ad un piano con giardino a cui si aggiunse successivamente un magazzino per cooperative. La scuola si occupò di arredare una casa modello con mobili semplici ma che assicuravano una qualità estetica e funzionale
Nel 1919 Gropius aveva richiesto al Ministero degli Interni la possibilità di far frequentare a studenti interessati un corso alla Scuola per costruttori edili, ma le lungaggini burocratiche lo portarono ad organizzare privatamente un corso di architettura.
Nel 1922 Gropius tenne lezioni di teoria dello spazio e assunse Emil Lange affinché dirigesse il laboratorio di Architettura che in realtà non fu mai aperto.
Nonostante ciò i laboratori del Bauhaus collaborarono agli interni, all'arredo di progetti affidati allo studio di Gropius come il teatro di Jena realizzato da Gropius e Meyer, abbandonando i principi espressionisti e seguendo quelli di De Stijl.
A Weimar Adolf Meyer insegnò come docente straordinario ed Ernst Schumann tenne un corso di disegno tecnico e di costruzioni.
Gropius fondò inoltre una cooperativa edilizia, composta da molti professori, che si potesse occupare della progettazione di un sobborgo che ospitasse studenti e docenti. Il progetto rimase solo sulle carte e i modelli esposti all'esposizione del 1923, poiché stato e comune crearono molti ostacoli alla sua realizzazione.
Principio fondamentale di questo progetto è la standardizzazione, ben esplicato dal nome attribuito al progetto: "Gioco delle costruzioni in grande".
Nel 1924 si formò un "gruppo di lavoro di architettura" composto da Muche, Breuer, Molnar, per protesta alla mancata realizzazione del laboratorio di architettura.
Un vero e proprio laboratorio di architettura ci fu solo a Dessau, con la direzione di Hannes Meyer.
Il direttore voleva che l'architettura rispondesse alle esigenze della collettività e ne migliorasse le condizioni.
L'insegnamento fu diviso in base al grado di formazione degli studenti nei:
- "Baulehre", corso teorico tenuto da ingegneri e in successione dagli architetti Hans Wittwer e Ludwig Hilberseimer (si interessò principalmente all'urbanistica e all'edilizia abitativa)
- "Bauabteilung", corso pratico che si strutturò in tre fasi consecutive:
  - risoluzione di piccoli problemi architettonici
  - partecipazione in team a grandi lavori (come per il sobborgo Törten e la scuola dell'ADGB)
  - tesi di diploma (tra le più importanti il lavoro sul feudo Vogelgesang di Konrad Püschel, la progettazione di una scuola elementare-asilo di Vera Meyer-Waldwck, la “casa collettiva per operai” di Tibor Weiner e Philipp Tolziner)[158].

Parallelamente Mart Stam tenne un corso straordinario con la finalità di realizzare un progetto per il concorso teso alla creazione del quartiere sperimentale “Haselhorst” di Berlino.
Inoltre gli studenti si concentrarono nella progettazione della villa a Mentone della famiglia Garavagno, della scuola del sindacato tedesco ADGB e dell'ampliamento del sobborgo Törten.
Il sobborgo fu uno dei migliori risultati della sezione di architettura del Bauhaus.
Il suo progetto nacque da un’esercitazione teorica di pianificazione urbana proposta da Ludwig Hilberseimer e doveva rispondere all’esigenza di creare un complesso abitativo per i lavoratori della fabbrica Junkers.
Il progetto prevedeva che la vita degli abitanti si svolgesse in comune: le abitazioni furono create per il singolo, presumendo l’abolizione del nucleo familiare, al centro del complesso erano previsti gli spazi per lo sport e il tempo libero, agli estremi opposti erano sistemati il complesso scolastico, immerso nel verde, e l’ospedale.
Il quartiere era orientato in direzione est-ovest e per il flusso di auto al suo interno si trovarono delle soluzioni innovative, poiché si pensò a zone interamente pedonali e alla canalizzazione del traffico su circonvallazioni e raccordi esterni.
Ludwig Mies van der Rohe, che diresse la scuola a partire dal 1930, diede molta importanza dell'architettura, facendone l'insegnamento cardine dell'istituto.
L'insegnamento durante la sua direzione fu strutturato in tre fasi:
- Apprendimento delle nozioni tecniche (fisica, scienza dei materiali, legislazione edilizia, riscaldamento e aerazione)
- ”Seminario per l'edilizia abitativa e l'urbanistica”, tenuto da Ludwig Hilberseimer, verteva su alcuni principi fondamentali:
  - gli appartamenti devono essere orientati in direzione est-ovest
  - i complessi abitativi dovevano comprendere case alte e case ad un piano
  - progettazione di tipi: case singole isolate, case singole con pianta a L e molti altri tipi
  - adeguamento delle infrastrutture all'interno dei complessi architettonici.
- ”Bauseminar” che consisteva in alcune lezioni di Mies van der Rohe in cui aveva molta importanza il disegno. Il corso proponeva di risolvere tre progetti: casa A (casa d'abitazione con studio), casa B (casa singola, isolata e su due piani), casa C (casa unifamiliare e ad un solo piano) con particolare attenzione al rapporto tra esterno e interno, tra privato e vicinato[164].

### Teatro
Schlemmer, direttore dal 1923, mantenne sempre l'uomo al centro del fatto scenico, soprattutto nel suo rapporto con la macchina.
L'opera maggiormente riuscita fu il Balletto triadico rappresentato a Stoccarda nel 1922.
Molti dei suoi allievi, riuniti nel “Gruppo B” si spinsero verso un teatro di assoluta astrazione in cui forme colorate si muovevano obbedendo alla musica come delle macchine, rappresentando nel 1923 il “Cabaret meccanico”, mentre l'allievo Xanti Schawinsky realizzò l'opera "The Circus" rappresentata a Weimar e Vienna.
A Dessau la ricerca di Oskar Schlemmer sui principi fondamentali del teatro (spazio, forma, colore, suono, movimento, luce) si sviluppò attraverso le “danze del Bauhaus”: danza della forma, danza del gesto, alla cui realizzazione partecipò Xanti Schawinsky, danza dello spazio, danza delle bacchette, danza della quinta, danza dei cerchi, danza del gioco delle costruzioni e sfilata delle scatole.
Una tournée tra Germania e Svizzera decretò il successo del teatro all'estero.
Sotto la direzione di Hannes Meyer, nonostante Oskar Schlemmer ottenne compenso solo per i corsi di disegno di nudo e "L'uomo", continuò ad occuparsi del teatro.
Dal 1928 si costituì all'interno della scuola un "Gruppo giovanile" in contrasto con il pensiero di Oskar Schlemmer. I lavori di questo gruppo si concentrarono su temi attuali e sul lavoro collettivo e furono legati al teatro sovietico. Le opere realizzate furono "Sketsch Nr.1 - Tre contro uno" e "bauhausrevue".
In seguito a ristrettezze economiche Hannes Meyer dovette chiudere il teatro.

## Direttori, Docenti e Allievi del Bauhaus
Direttori
- Walter Gropius: 1919-1928
- Hannes Meyer: 1928-1930
- Ludwig Mies van der Rohe: 1930-1933

Docenti del Bauhaus
- Bruno Adler
- Josef Albers
- Alfred Arndt
- Herbert Bayer
- Heinrich Beberniss
- Marcel Breuer
- Christian Dell
- Paul Dobe
- Otto Dorfner
- Lyonel Feininger
- Walter Gropius
- Gertrud Grunow
- Josef Hartwig
- Ludwig Hilberseimer
- Johannes Itten
- Wassily Kandinsky
- Paul Klee
- Wilhelm Koehler
- Alfred Kopka
- Max Krehan
- Gerhard Marcks
- Hannes Meyer
- Ludwig Mies van der Rohe
- László Moholy-Nagy
- Georg Muche
- Walter Peterhans
- Lilly Reich
- Hinnerk Scheper
- Joost Schmidt
- Carl Schlemmer
- Oskar Schlemmer
- Ernst Schumann
- Gunta Stölzl
- Carl Zaubitzer
- Dora Wibiral
- Hans Wittwer

Allievi del Bauhaus
- Anni Albers
- Josef Albers
- Marianne Brandt
- Hin Bredendieck
- Marcel Breuer
- Alma Buscher
- Ioannis Despotopoulos
- Dörte Helm
- Otto Hofmann
- Karl J. Jucker
- Konrad Püschel
- Xanti Schawinsky
- Eberhard Schrammen
- Selman Selmanagić
- Gunta Stölzl
- Elsa Thiemann
- Philipp Tolziner
- Vera Meyer-Waldwck
- Wilhelm Wagenfeld
- Tibor Weiner

Johannes Itten, il maestro che indossava il “camice del Bauhaus” di sua invenzione, ha dominato tutto il percorso dei primi anni del Bauhaus.
Le sue lezioni iniziavano con la preparazione degli studenti attraverso esercizi di concentrazione fisica ed erano suddivise tra studio della natura, dei materiali, del nudo e delle opere d’arte antiche, di cui l’allievo era chiamato a raccoglierne l’essenziale nel complesso: ritmo, composizione, colore.
Il filo conduttore era il giusto equilibrio tra “intuizione” e “metodo”.
Inoltre il maestro si occupava dell’insegnamento delle teorie della forma, dei contrasti e del colore e dell'insegnamento della musica e della teoria dell’armonizzazione in collaborazione con Gertrud Grunow (dal 1919).
L’impatto delle lezioni, che riflettevano sullo studio delle forme e colori primari cerchio-quadrato-triangolo e rosso-blu-giallo, fu notevole e duraturo. Ne furono influenzati gli stessi Klee e Kandinsky.
Insieme a Georg Muche diffuse le pratiche del Mazdaznan all’interno della scuola: pratiche respiratorie e sessuali precise, alimentazione vegetariana con sporadici digiuni e convinzione che la razza bianca sia la superiore.
Con il crescere della tensione tra Gropius e Itten, quest’ultimo decise di abbandonare la scuola nel 1923.

## Le strutture

### Il complesso architettonico della Bauhaus a Weimar

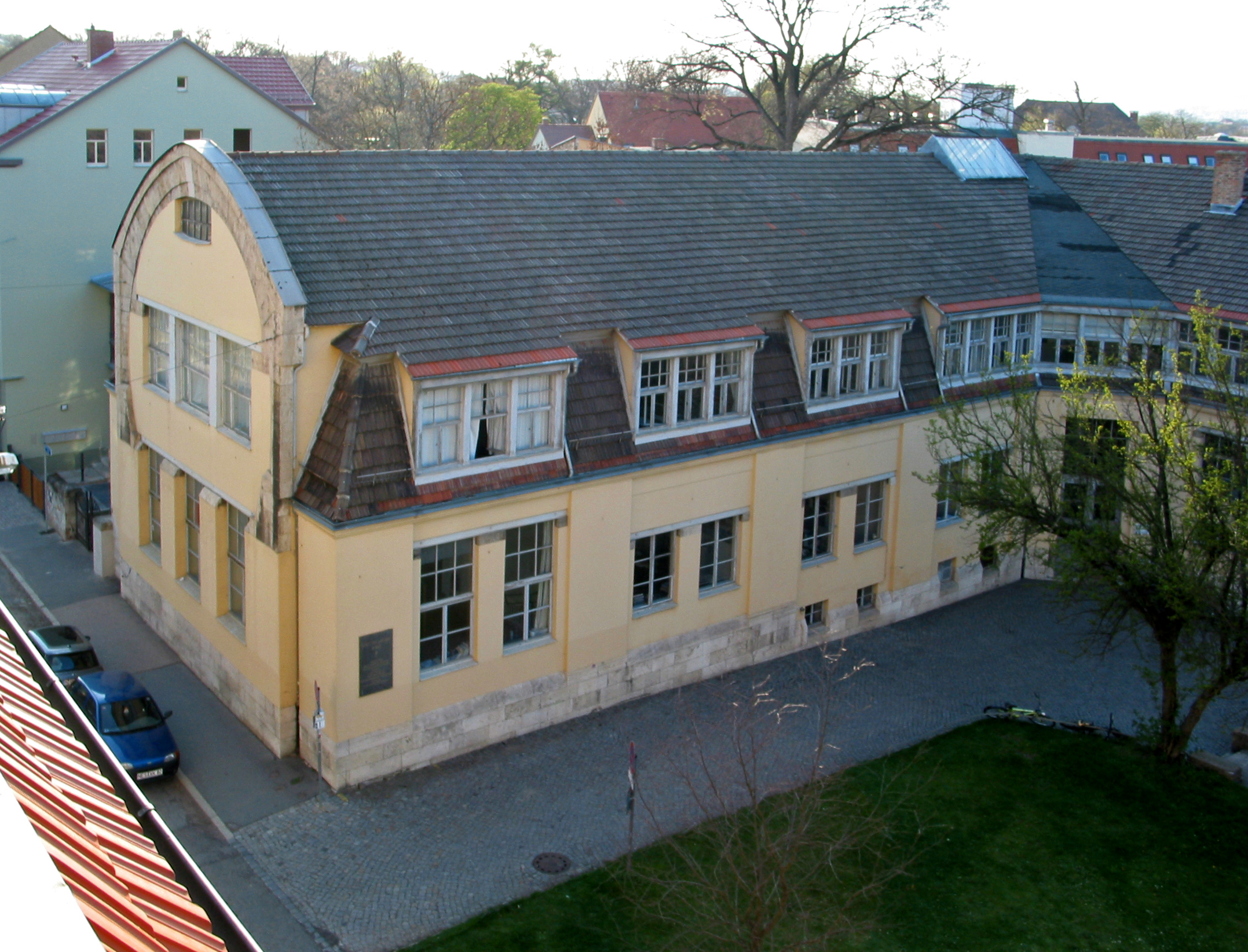
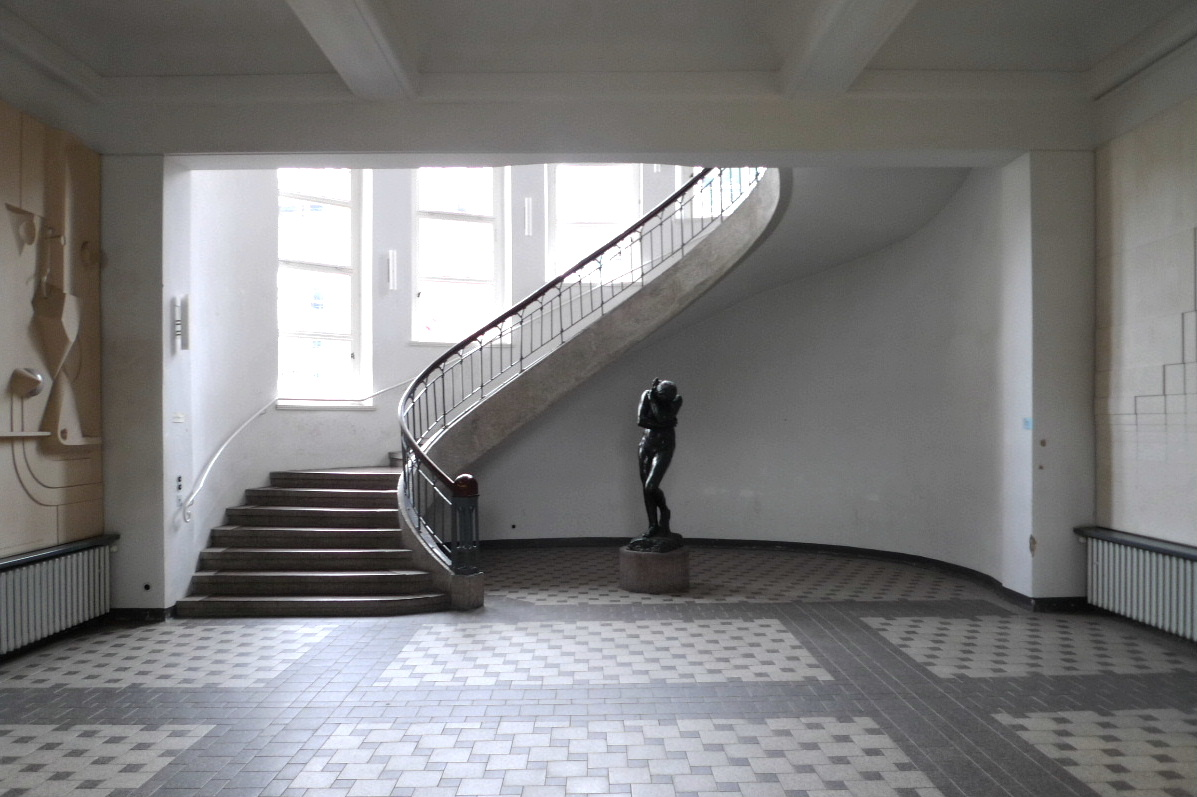

La scuola ebbe sede in particolare negli edifici della Kunstgewerbeschule costruiti da Van De Velde intorno al 1906 con uno stile che rappresentò, per l'architetto belga esponente dell'Art Nouveau, un avvicinamento allo stile tedesco della scuola di Peter Behrens. Attualmente gli edifici accolgono alcune facoltà tecniche dell'Università della Turingia.

### Il complesso architettonico della Bauhaus a Dessau
L'edificio della Bauhaus è punto di riferimento per il razionalismo tedesco. È probabile che Gropius abbia subito però le influenze del costruttivismo sovietico, abbastanza influente nell’architettura moderna e nel disegno industriale del tempo. Esso si sviluppa rispettando il tessuto urbano in cui si inserisce, aprendosi verso la città con le enormi curtain wall che rispondono all'esigenza di dar luce ai laboratori ma che hanno anche un "risvolto ideologico": in una comunità democratica "le case sono di vetro", nulla si nasconde, tutto comunica, e la scuola è il nucleo generatore, il modello della comunità democratica".
L'edificio è concepito come una lenta rotazione di volumi, una "forma in formazione", regolata da una "massa d'inerzia": l'edificio delle abitazioni-studio, luogo di riposo, seguendo quello che è il principio della macchina determinante lo spazio e le forme.

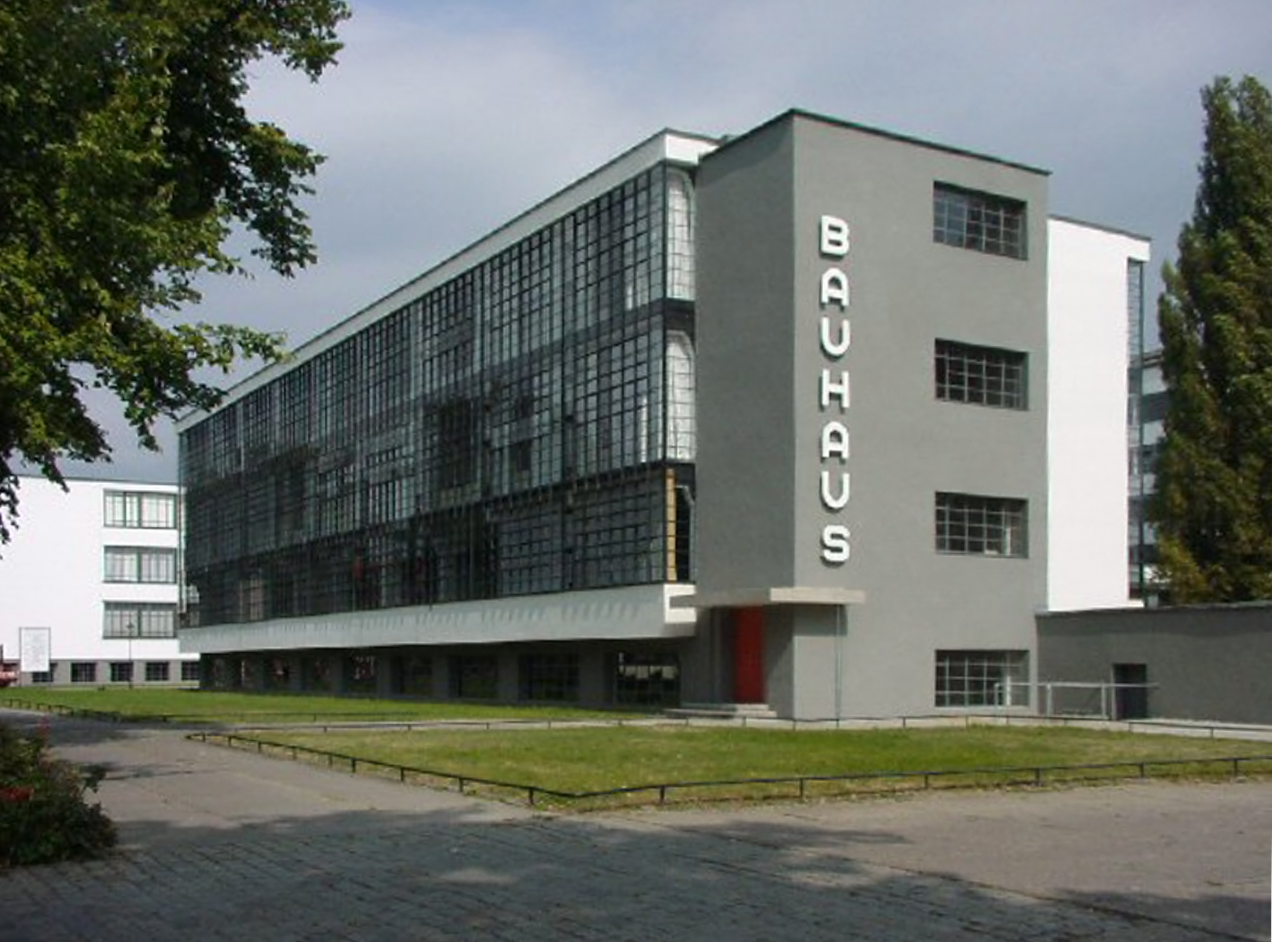
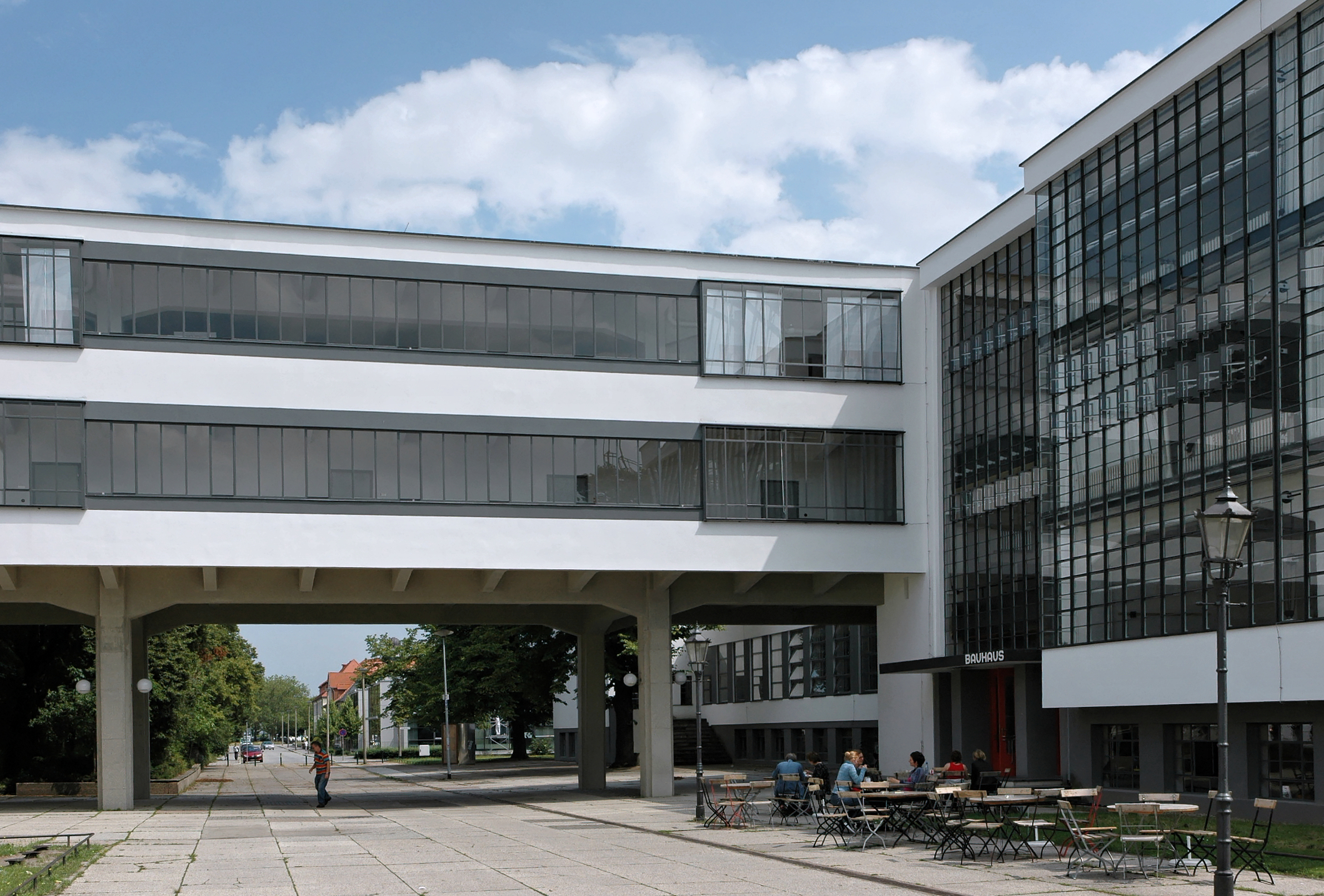
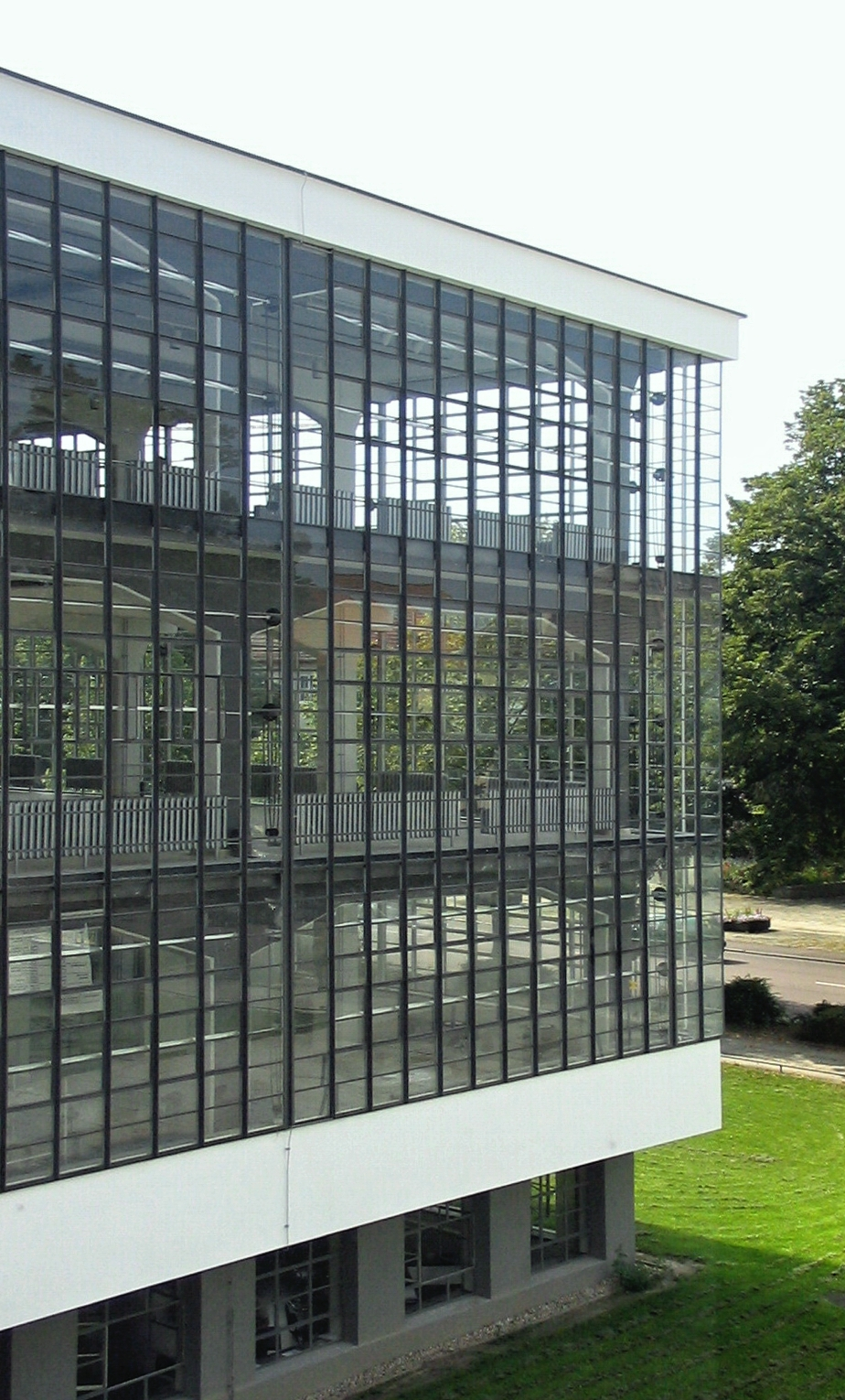
Edificio dei laboratori
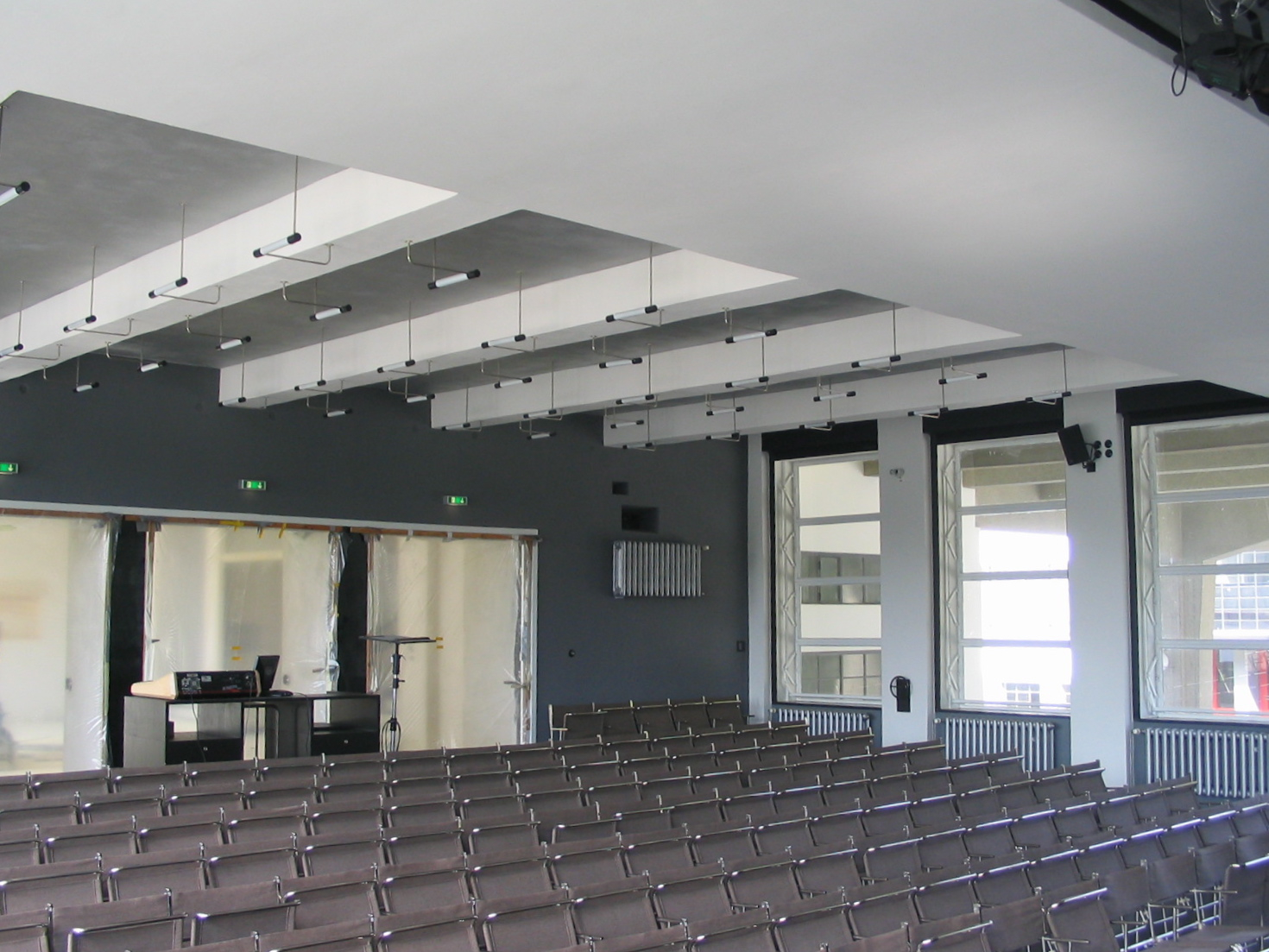
Teatro
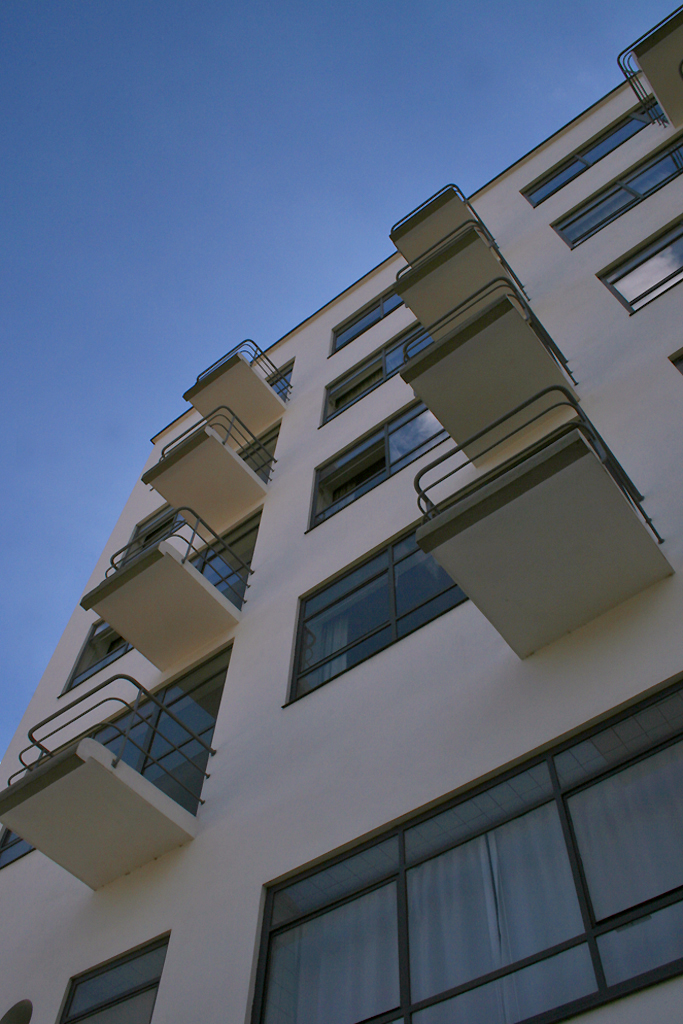
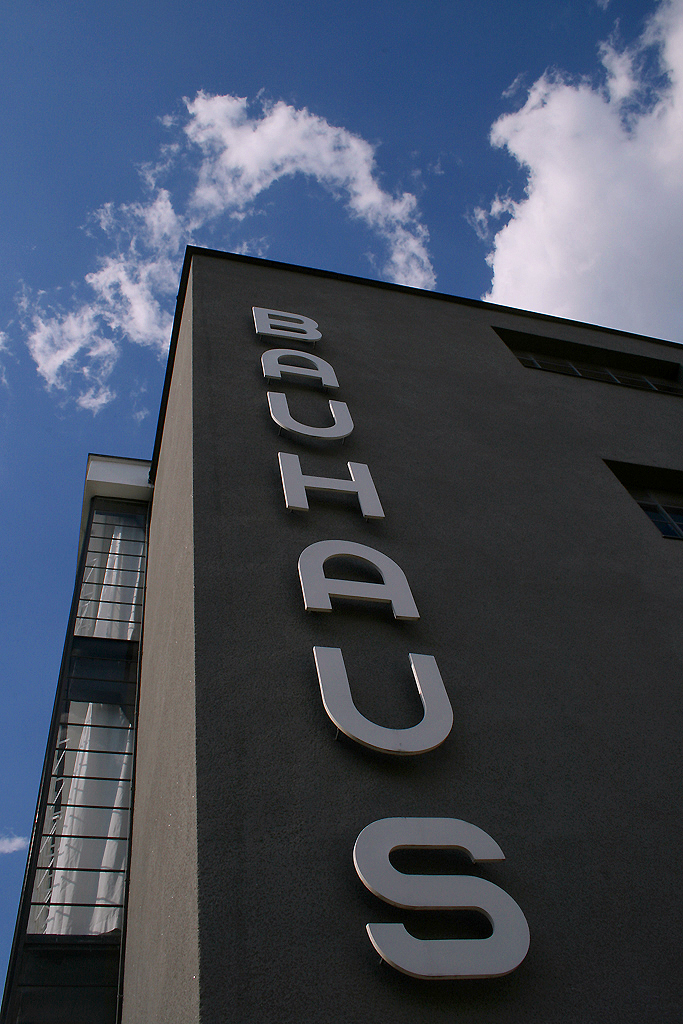
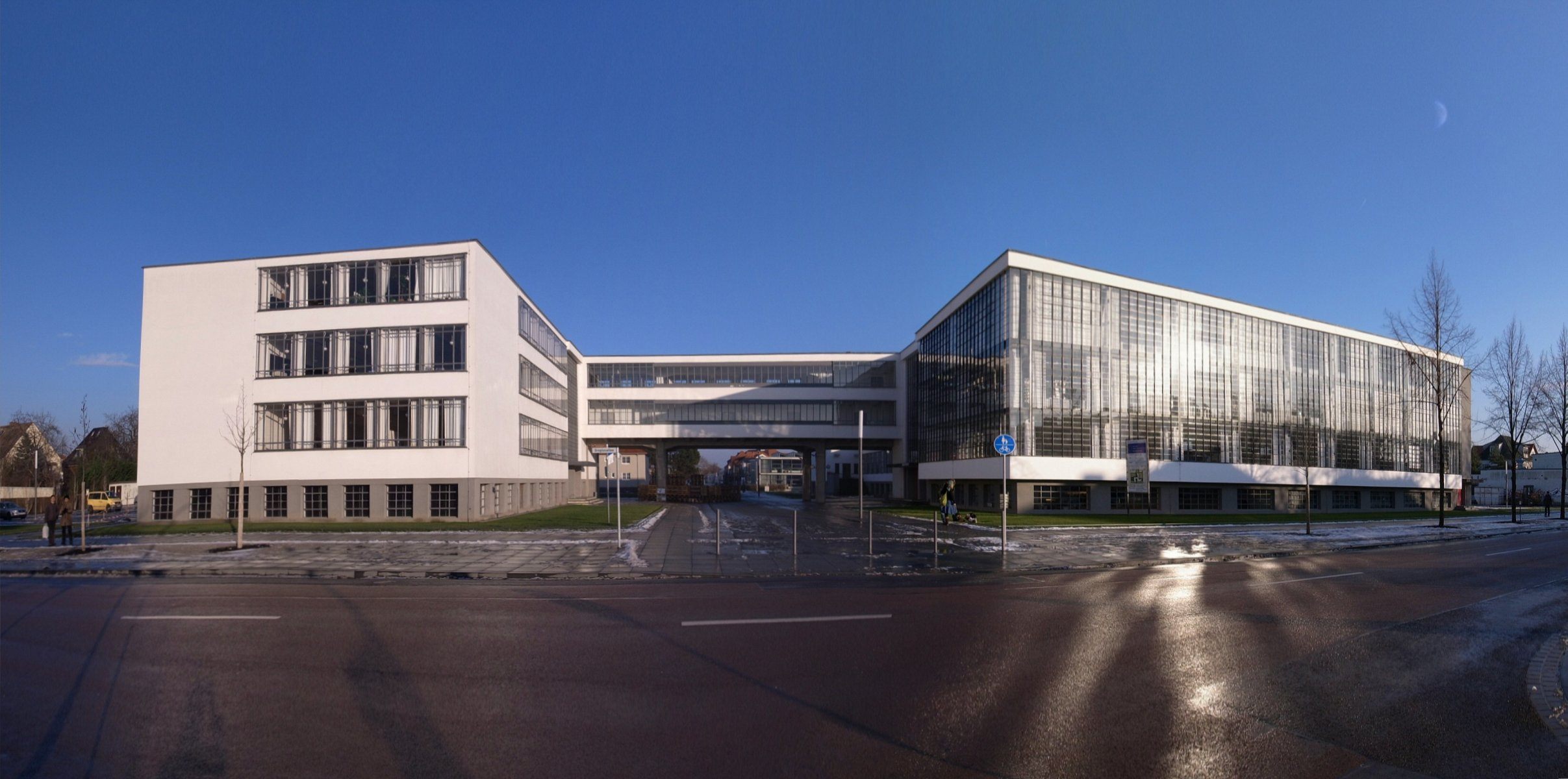
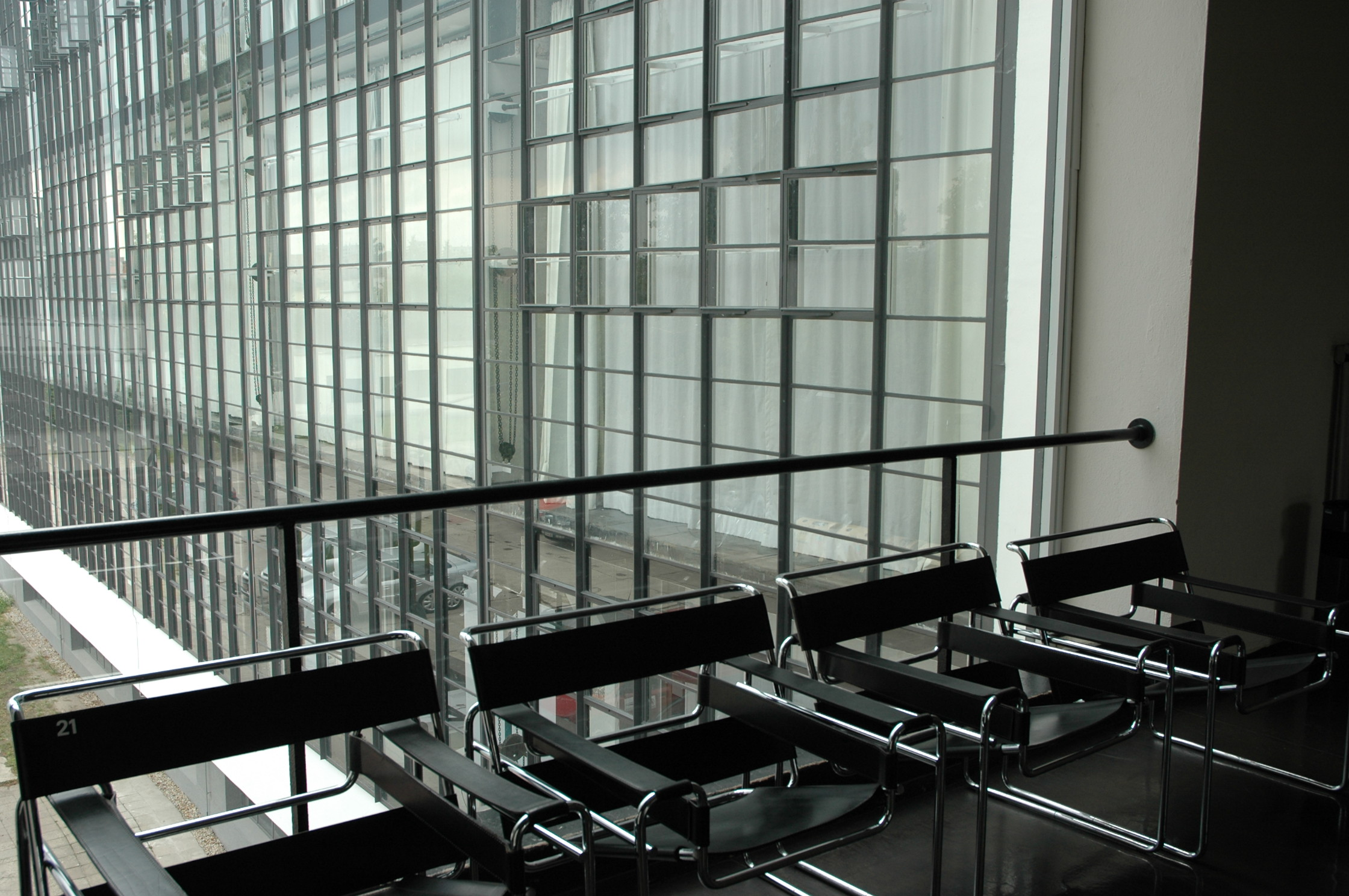
Interni con sedute di Breuer
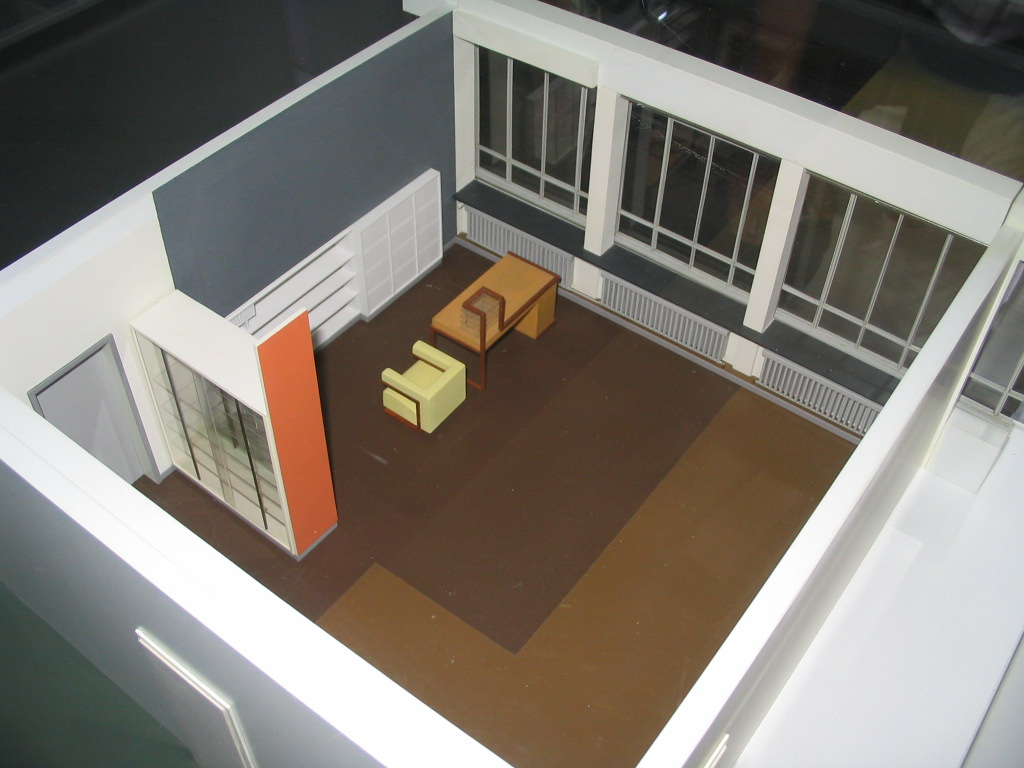
Ricostruzione dello studio di Gropius
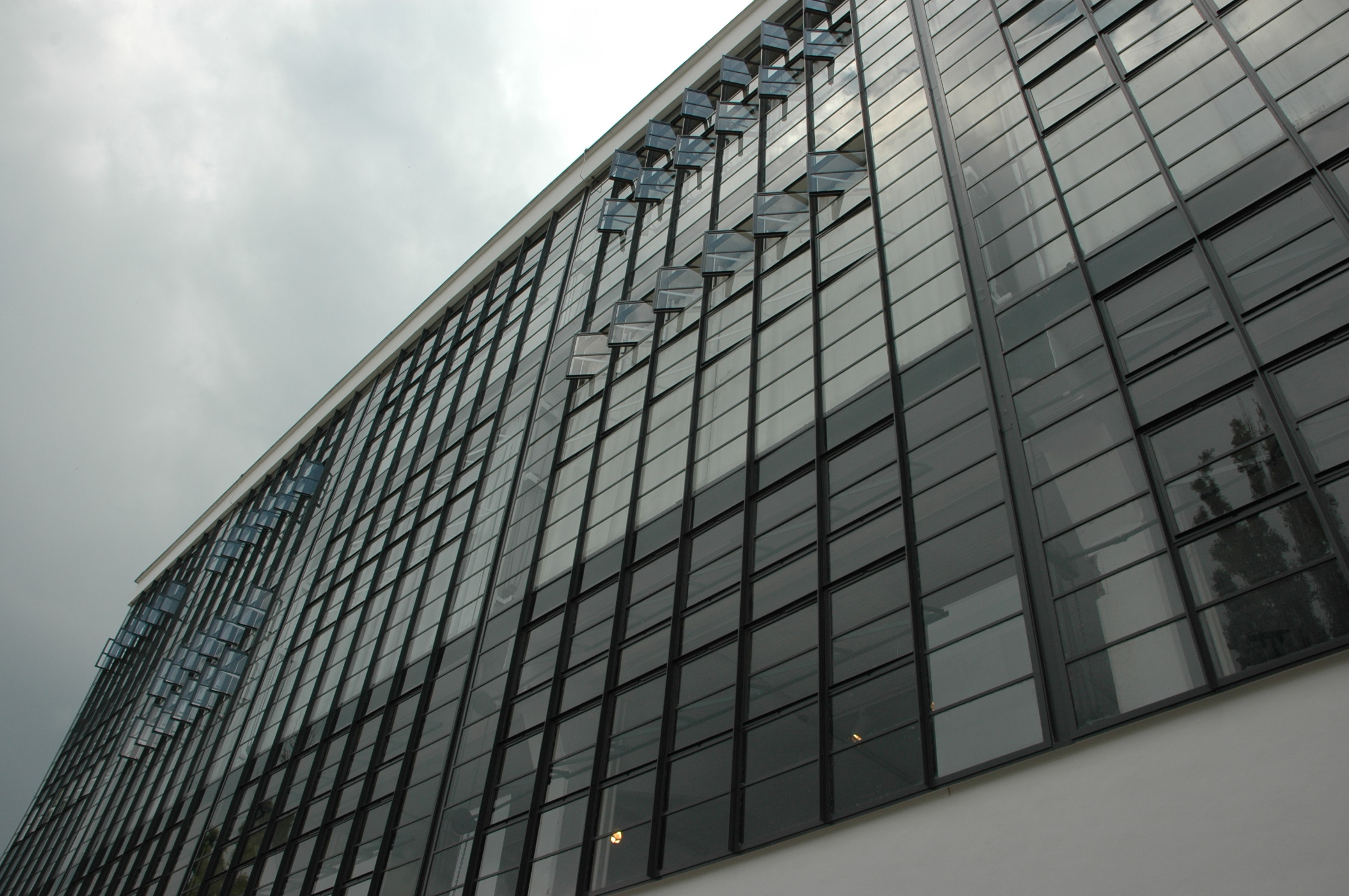
Facciata vetrata
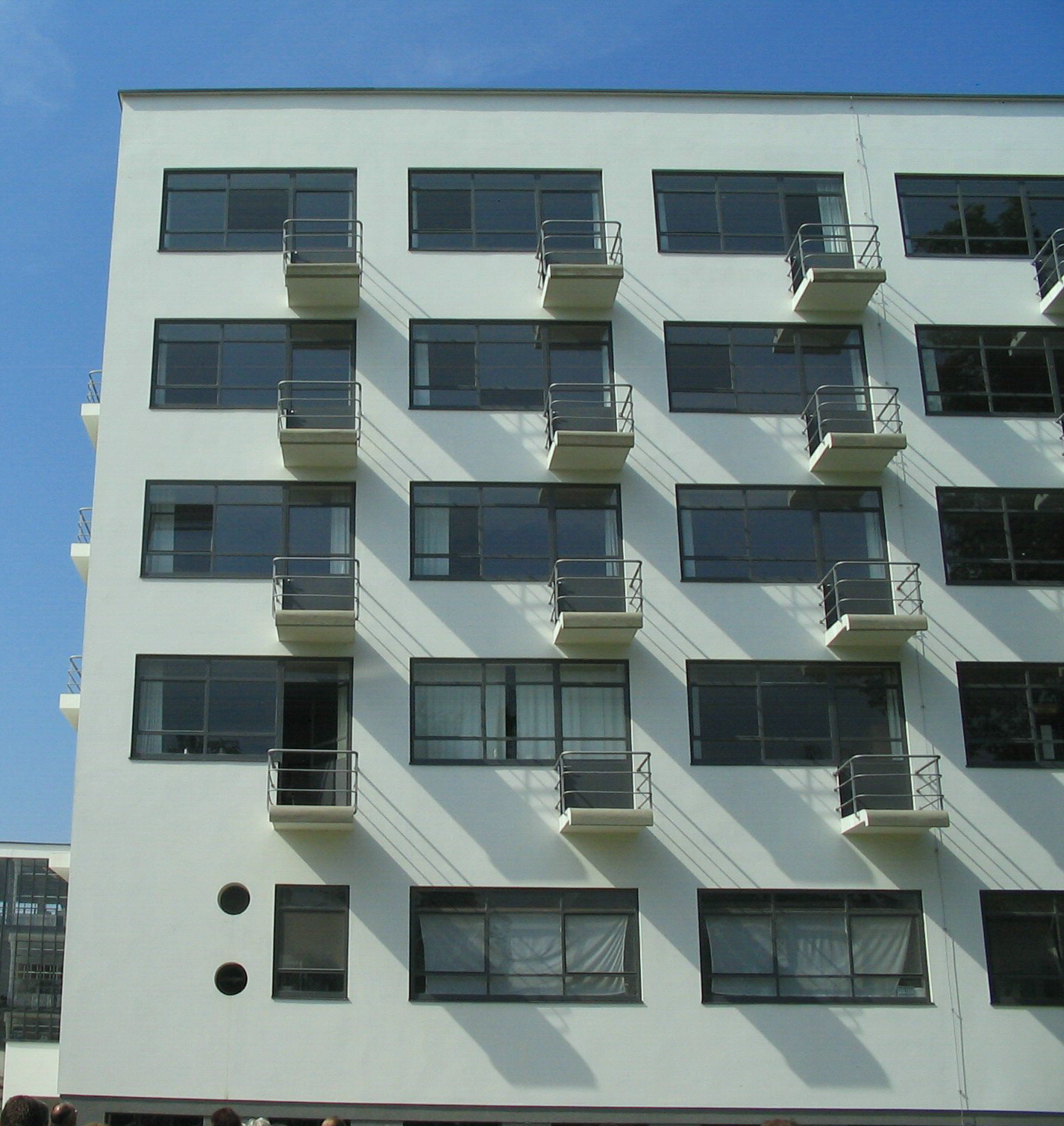
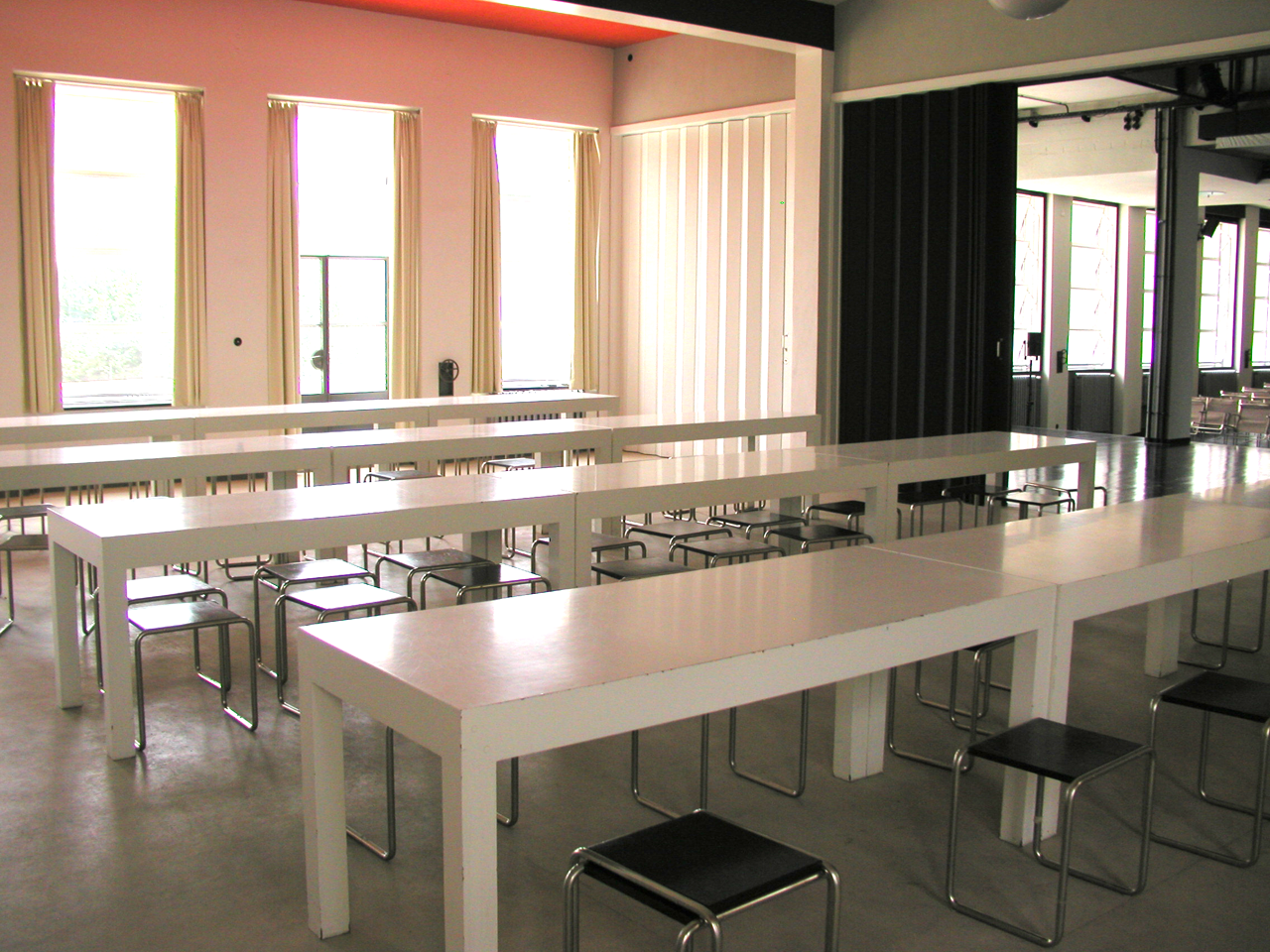
Mensa
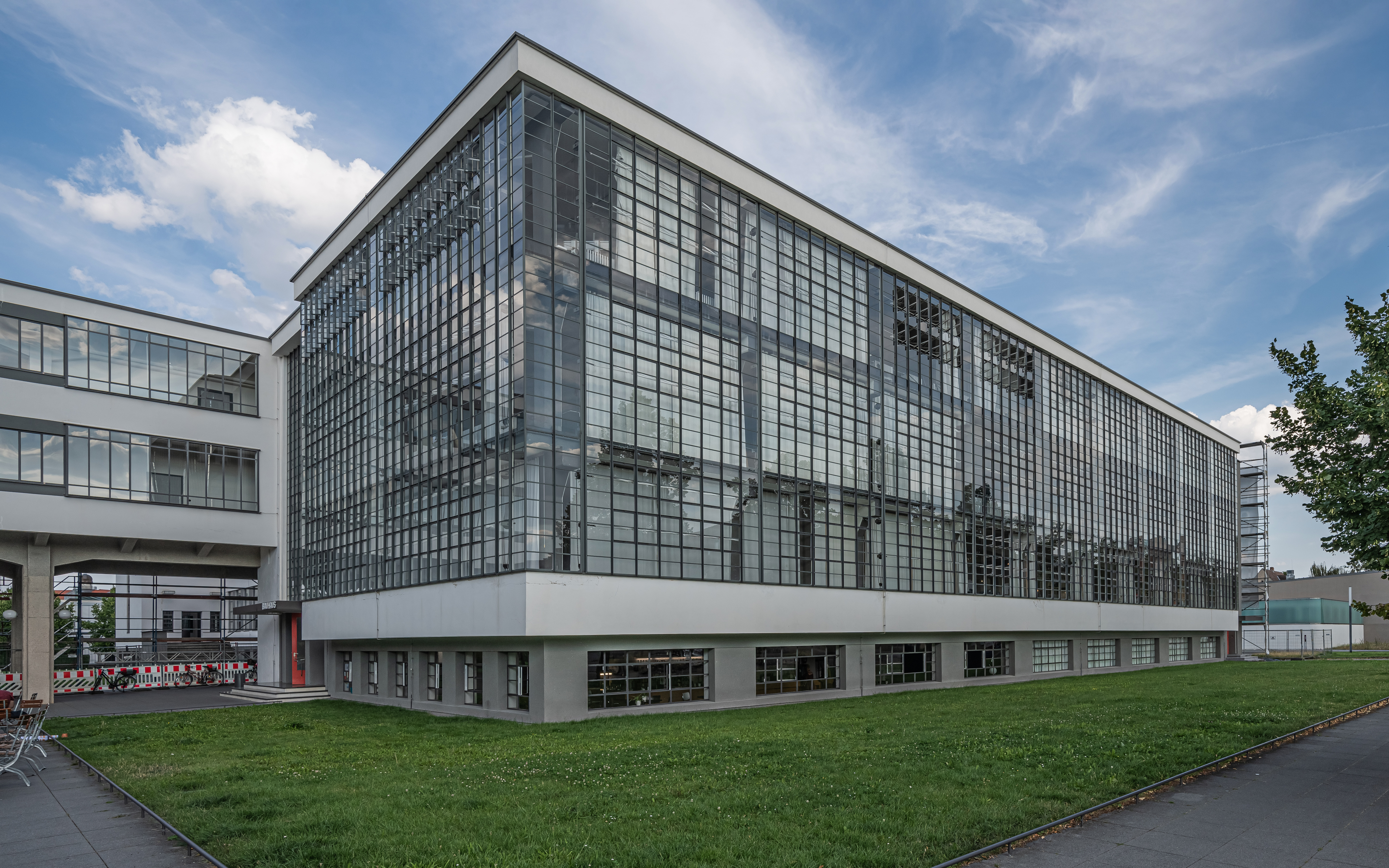
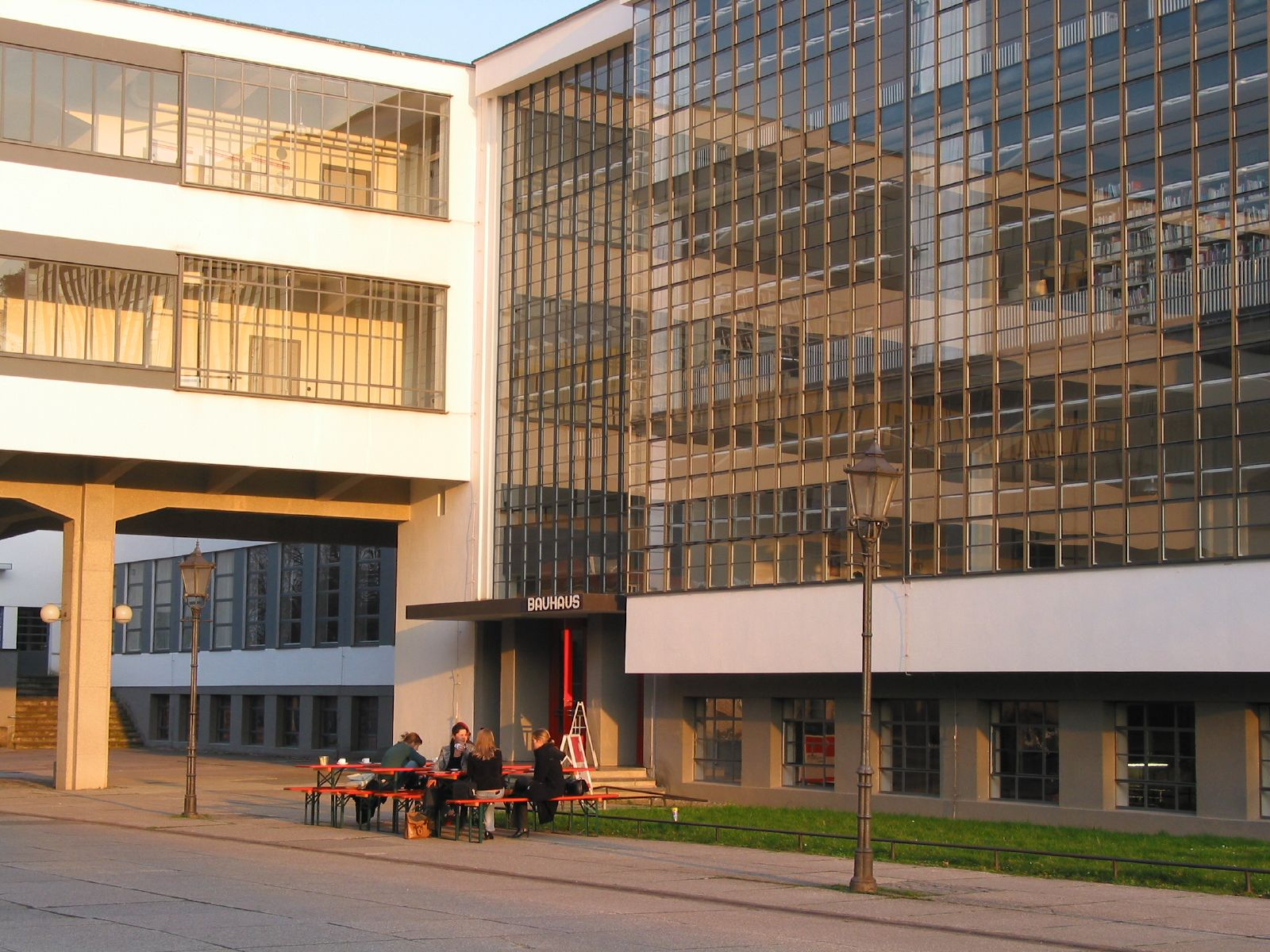
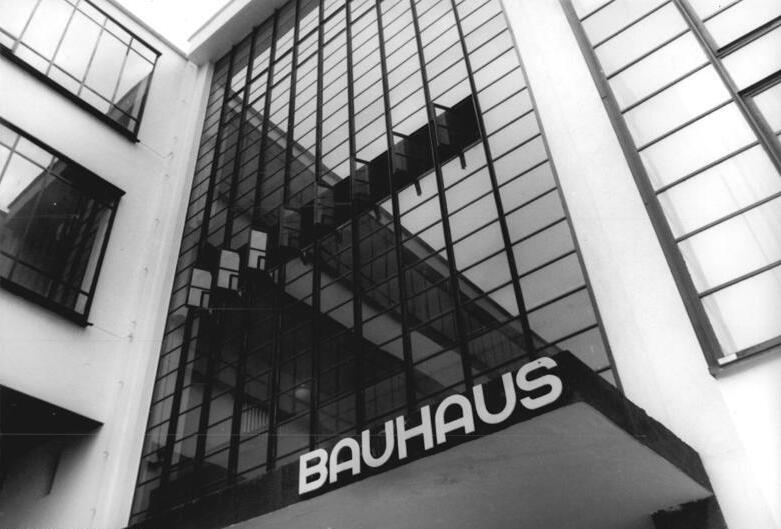
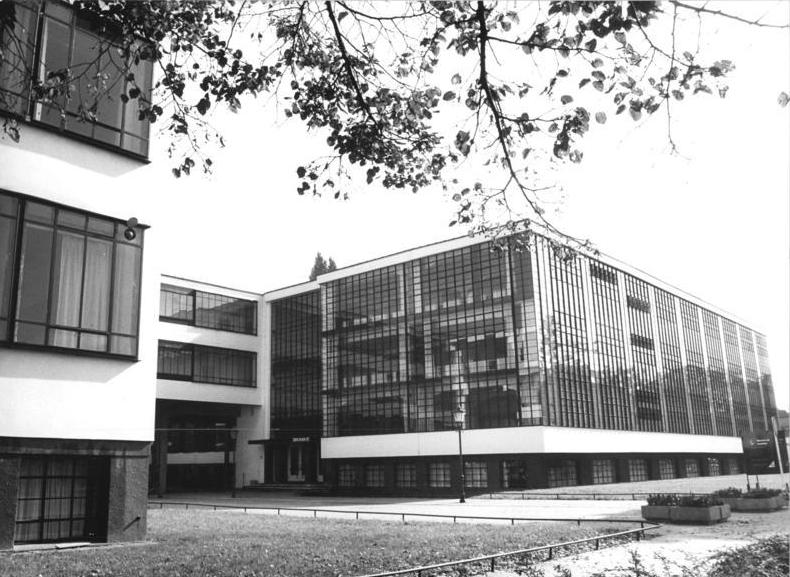
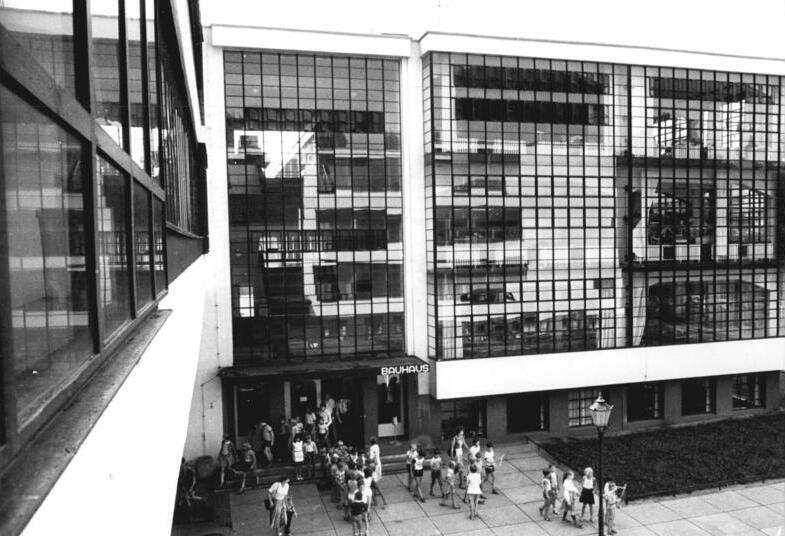

Case dei docenti
Le quattro case furono realizzate, con finanziamenti comunali, all'interno di un boschetto vicino all'edificio scolastico. Le tre case bifamiliari, esclusa quella unifamiliare di Gropius, all'inaugurazione furono attribuite alle coppie di famiglie Klee/Kandinsky, Muche/Schlemmer, Feininger/Moholy-Nagy.

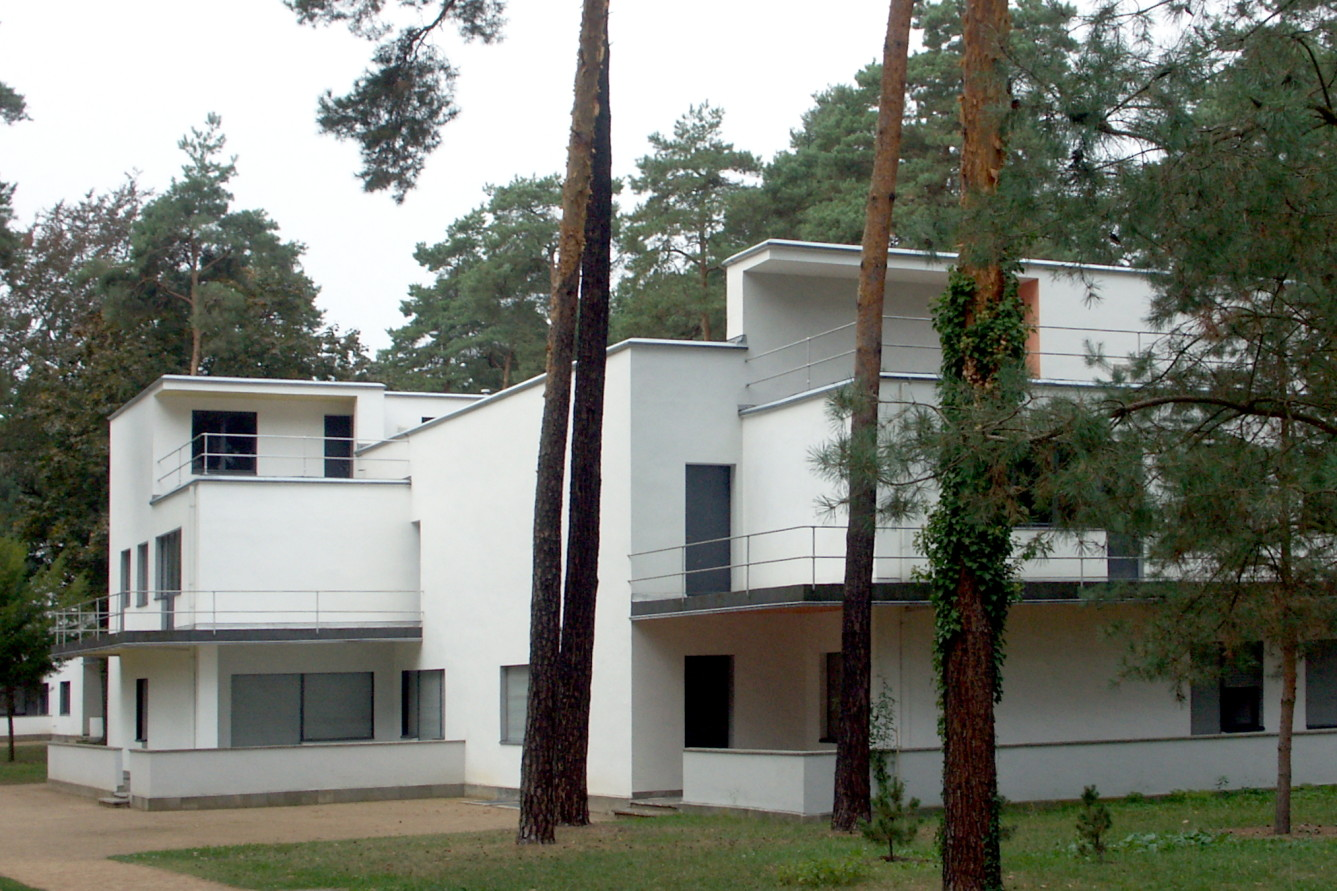
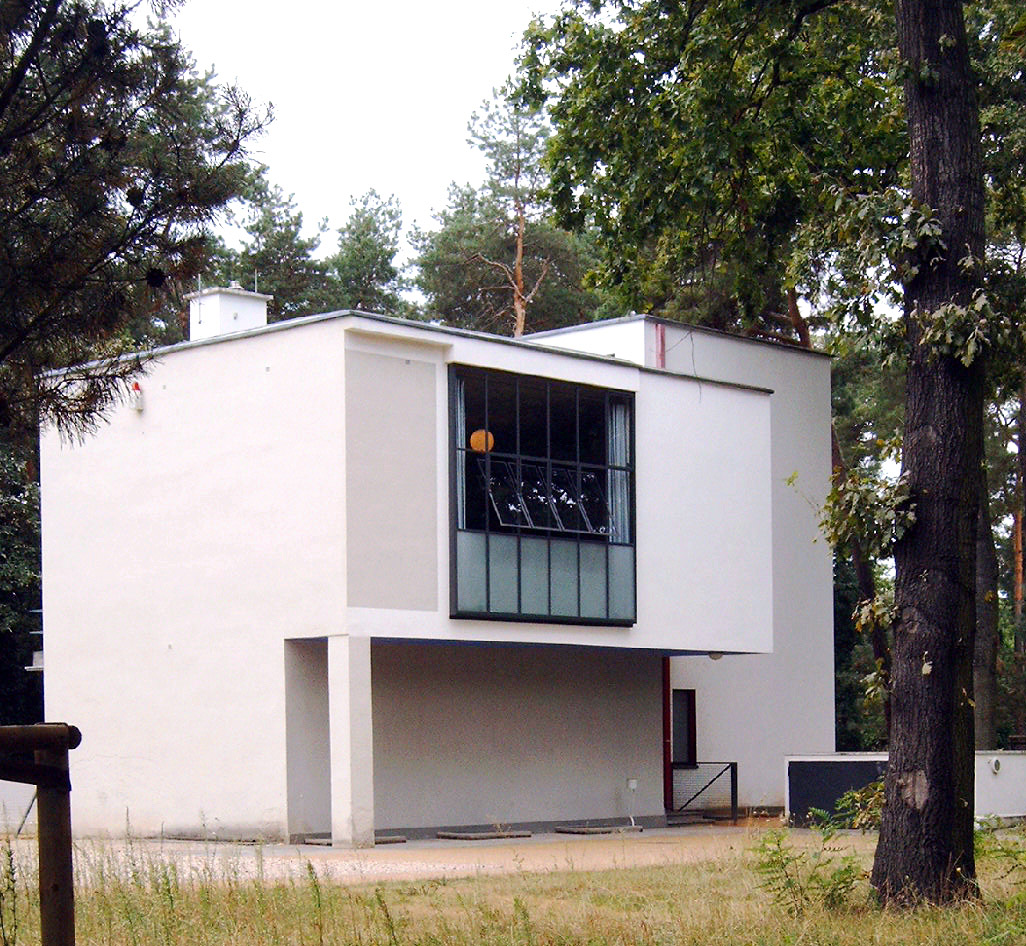
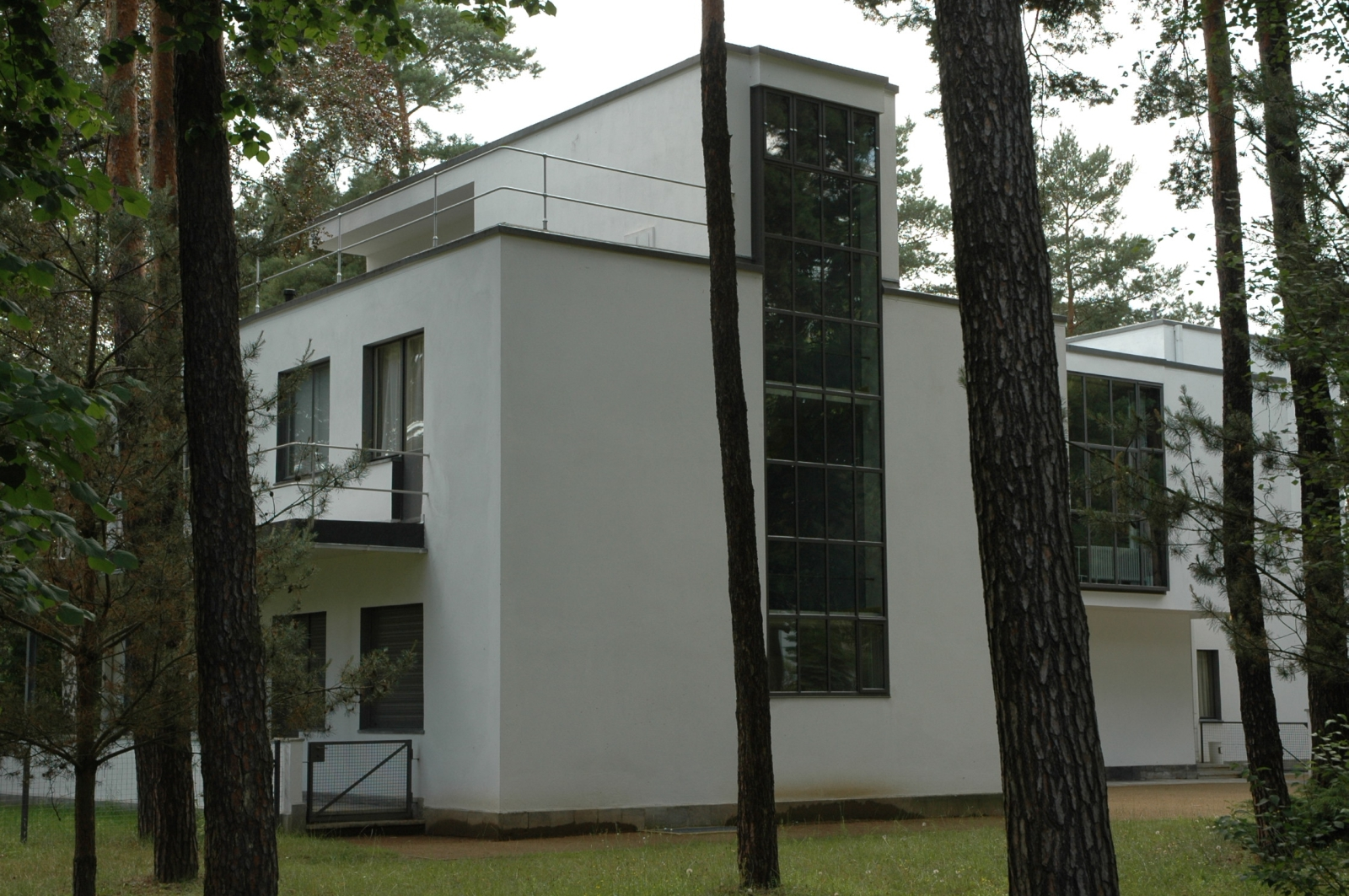
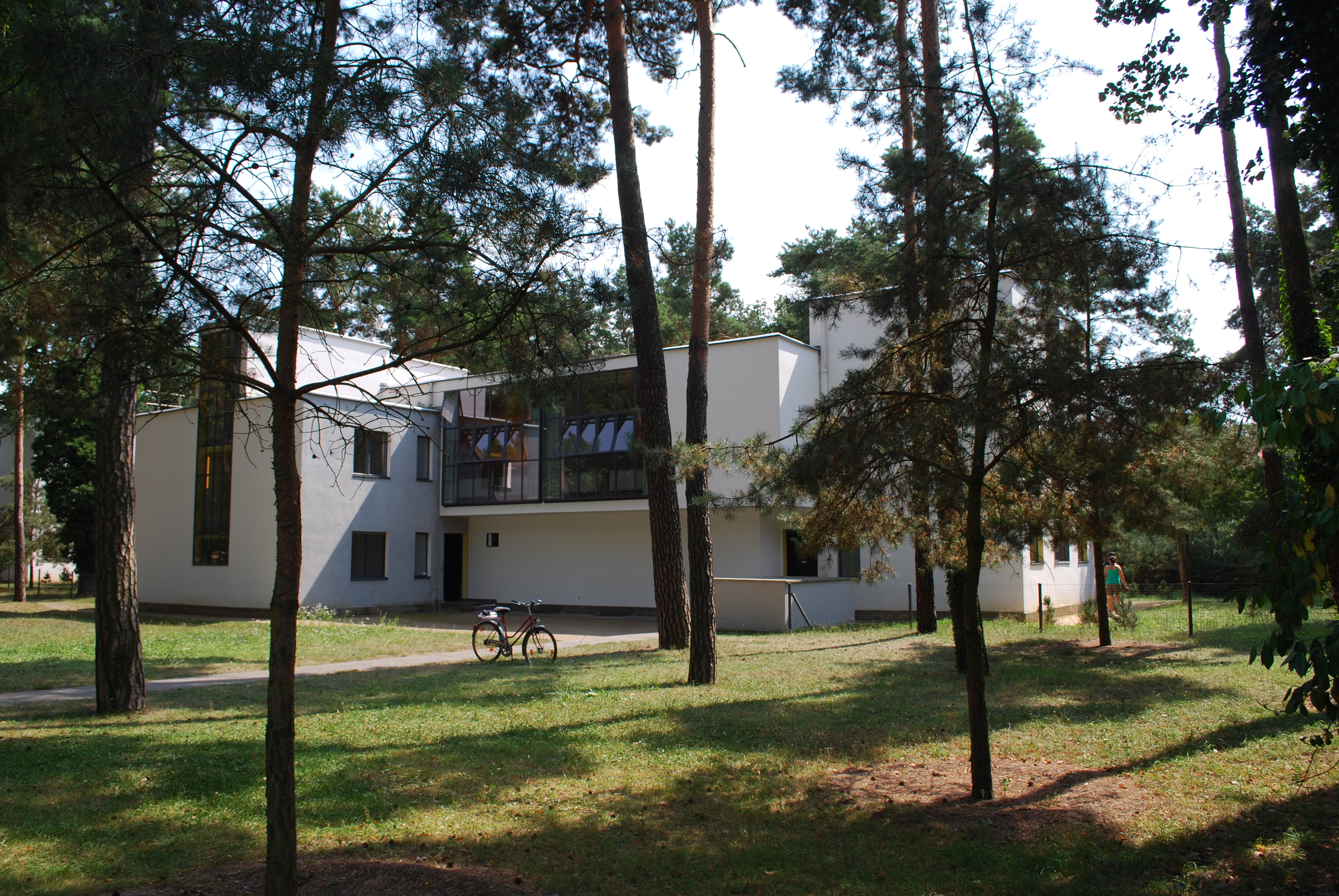
Casa Muche-Schlemmer
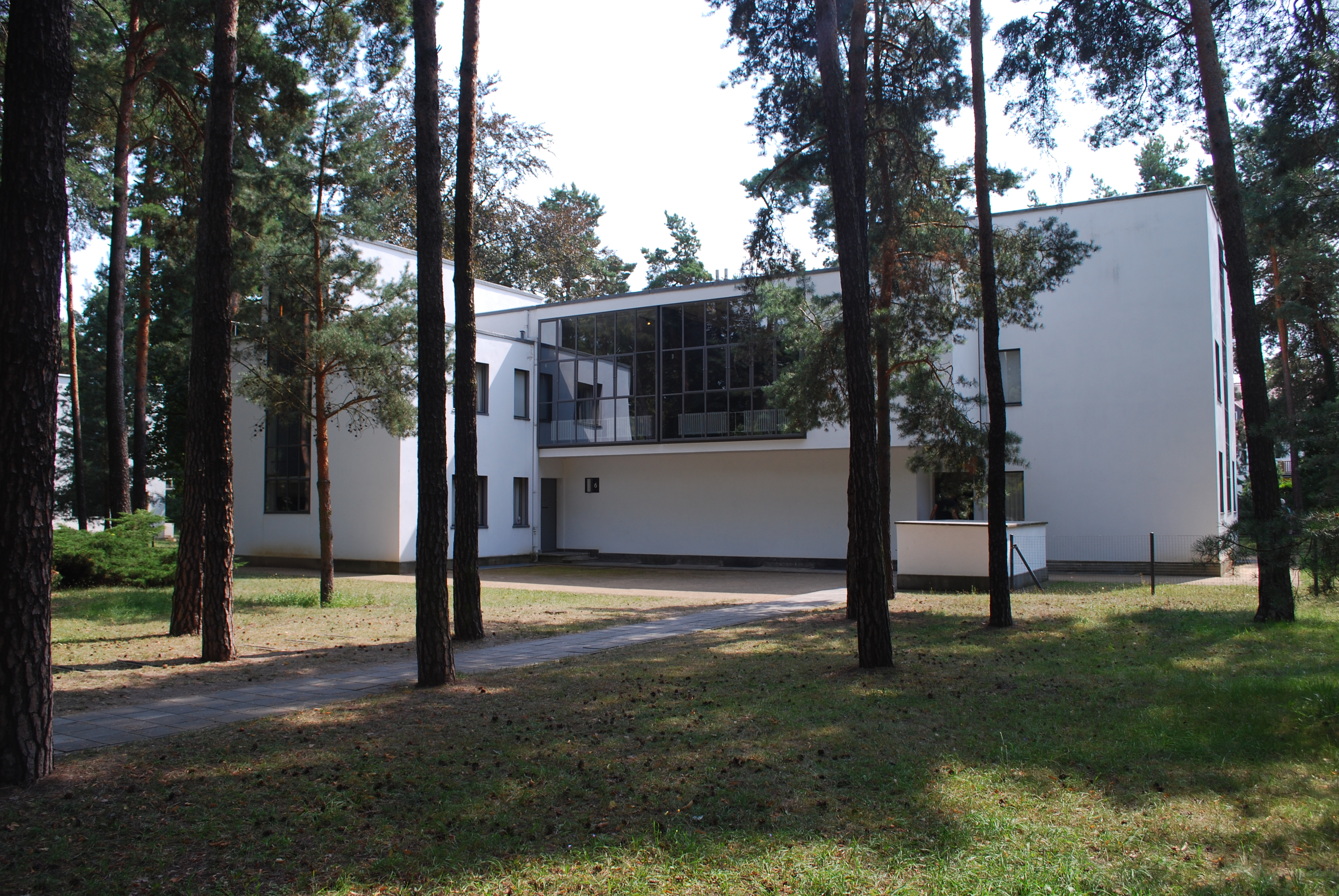
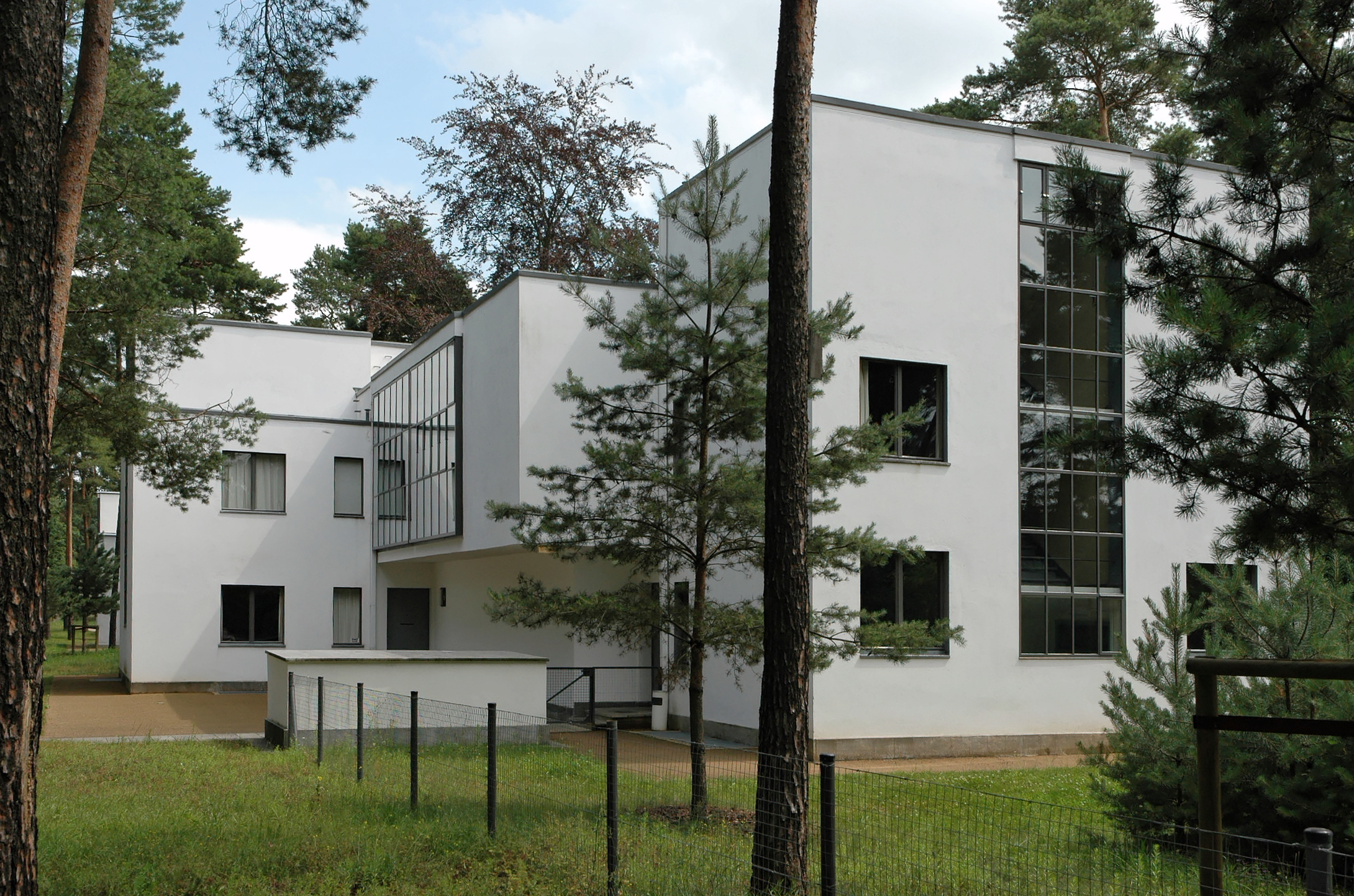

## Eredità artistica e culturale

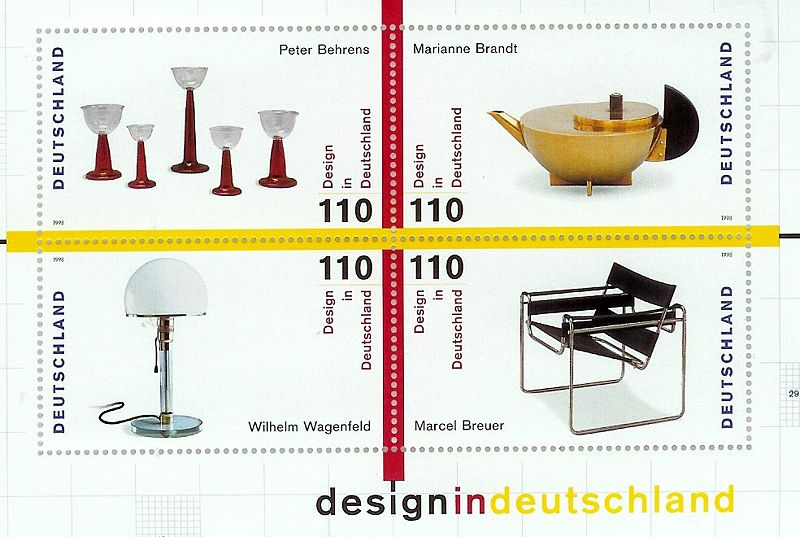
Gli oggetti progettati alla Bauhaus sono ritenuti simboli del design tedesco come dimostra questo francobollo in cui sono rappresentati la teiera progettata da Marianne Brandt e la seduta di Marcel Breuer

Anche dopo la chiusura e nei decenni a seguire, il Bauhaus ebbe grande impatto sulle tendenze dell'arte e dell'architettura nell'Europa occidentale e negli Stati Uniti.
- I vari docenti fuoriusciti dalla Germania, a seguito dell'instaurazione della dittatura hitleriana, giunsero per la maggior parte negli Stati Uniti, dove avviarono attività professionali che permisero alle nuove forme del razionalismo di affermarsi anche in America dove il nuovo movimento prenderà il nome di International Style[183]. Molti di essi dettero inoltre vita a scuole di progettazione in cui vennero ripercorse molte delle innovazioni didattiche del Bauhaus[184].
- Il Bauhaus ispirò il Movimento internazionale per una Bauhaus immaginista, attivo dal 1953 al 1957.

### Scuole di Design
Gli istituti più vicini a quello fondato da Gropius, che ne ripresero i temi nella loro didattica per l'industrial design raccogliendone l'eredità, sono stati in epoche successive alla chiusura del Bauhaus il Vchutemas, nato in URSS a seguito della Rivoluzione sovietica e la Hochschule für Gestaltung (scuola superiore di design), nata nella città tedesca di Ulm, nel secondo dopoguerra, precisamente nel 1955, per volere della Fondazione Fratelli Scholl e attiva per 13 anni fino al 1968.

### Patrimonio
- I siti del Bauhaus a Weimar e Dessau sono stati riconosciuti patrimonio dell'umanitàdall'UNESCO nel 1996.

Essi riguardano:
| Codice  | Nome                                           | Ubicazione           | Coordinate                |
| ------- | ---------------------------------------------- | -------------------- | ------------------------- |
| 729-001 | Edificio principale dell'Accademia di Weimar   | Università di Weimar | 50°58′29.2″N 11°19′46.2″E |
| 729-002 | Edificio Van de Velde dell'Accademia di Weimar | Università di Weimar | 50°58′29″N 11°19′45.7″E   |
| 729-003 | Haus am Horn                                   | Weimar               | 50°58′24.3″N 11°20′20.9″E |
| 729-004 | Edificio della Bauhaus                         | Dessau               | 51°50′18.4″N 12°13′38.2″E |
| 729-005 | Case dei Docenti                               | Dessau               | 51°50′36.1″N 12°13′17.5″E |

- Il museo del Bauhaus-Archiv a Berlino costruito su progetto di Gropius dal 1976 al 1979 conserva una vasta raccolta di documenti relativi all'attività ed alla storia del Bauhaus.
- La Città Bianca di Tel Aviv è stata dichiarata Patrimonio dell'Umanità dall'UNESCO per l'ingente numero di palazzi costruiti secondo i principi dell'architettura del Bauhaus. Il sito si sviluppa tra i viali Ibn Gvirol, Dizengoff, Ussishkin, Nordau, Rothschild e le vie Nachmani e Montéfiore ed è opera di studenti, per lo più di religione ebraica, che abbandonarono il Bauhaus a seguito della salita al potere del partito nazionalsocialista.
- I maggiori architetti del Movimento Moderno e maestri o allievi ungheresi del Bauhaus hanno dato vita a Budapest ad opere architettoniche che ne rispettano i principi. L'iniziativa ha visto anche la nascita di quartieri in "stile" Bauhaus nel XIII e nel II distretto della capitale ungherese.
- Nel 1933 si svolse il IV CIAM a bordo del Patris II, in viaggio da Marsiglia ad Atene. A conclusione dei lavori fu stilata la Carta di Atene grazie alla quale i principi dell'architettura moderna furono introdotti nell'avanguardia architettonica greca. Il successo del modernismo architettonico in Grecia, e soprattutto ad Atene, fu assai vasto: esso infatti fu considerato il punto di incontro ideale tra la severità dell'architettura bizantina e cicladica e i nuovi bisogni di una città moderna. A partire da quel momento, e fino alla vigilia della seconda guerra mondiale, Atene (e in misura minore Salonicco e altre città) fu oggetto di un fervido lavoro di costruzione di edifici ispirati al principio del modernismo architettonico, che ancora oggi si possono ammirare nei quartieri di Kolonaki (Patriarchou Ioakeim Street, Loukianou Street, Ploutarchou Street, Skoufa Street, eccetera), Exarchia (Themistokleous Street, Kallidromiou Street, eccetera), Kipseli, centro per eccellenza dell'architettura moderna ad Atene (Fokionos Nekgri Street, Kipselis Street, Eptanisou Street, e molte altre strade), presso il Museo Archeologico (Metsovou Street, Bouboulinas Street, Mavromateon Street, eccetera), Patisia (Amerikis Square, Patision Avenue, eccetera) ma anche a Petralona, Pangrati, Koukaki e altrove, rendendo Atene, assieme a Tel Aviv, una delle capitali del modernismo nella sua versione mediterranea.